# Biserica de lemn din Geogel

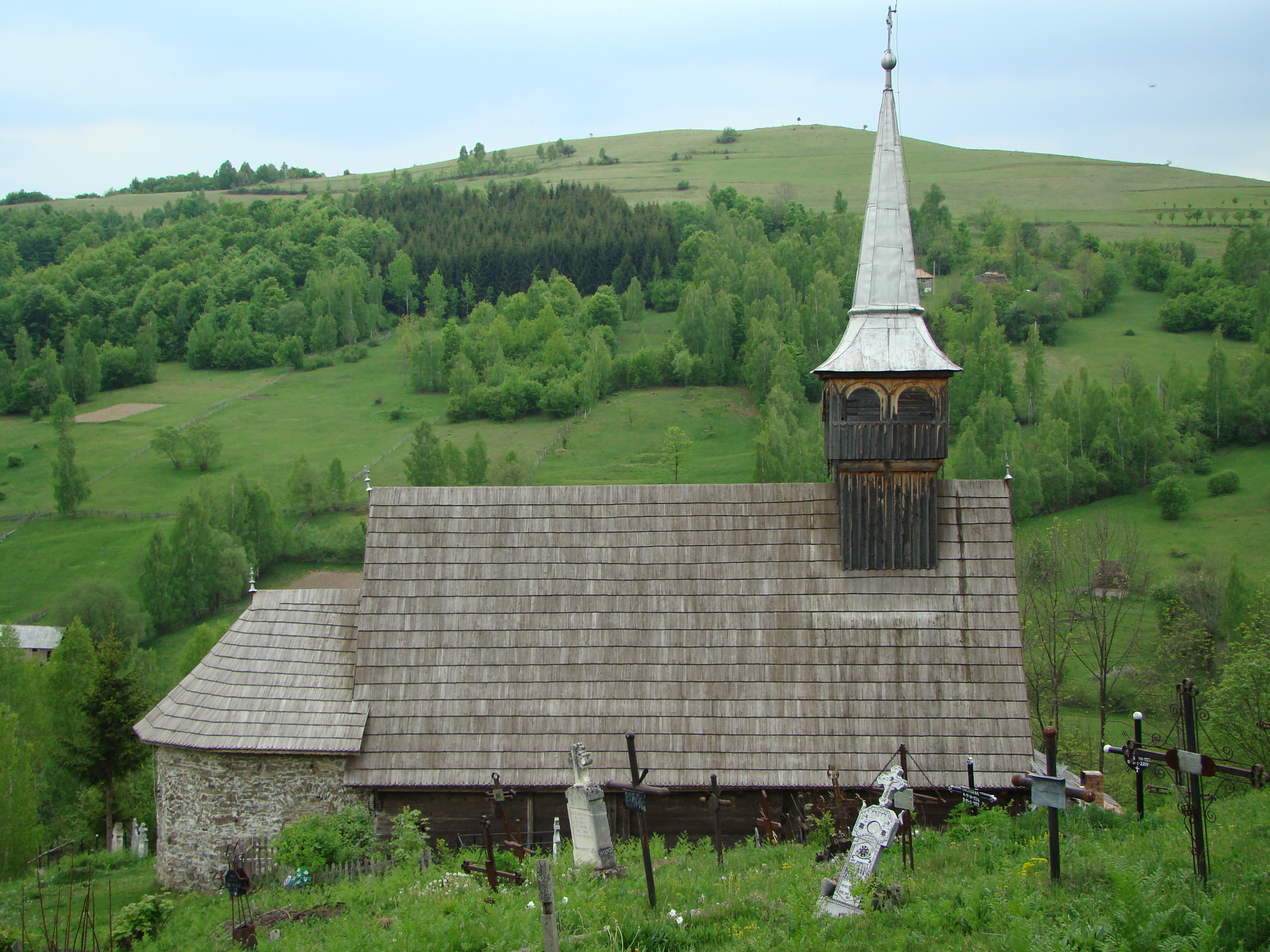
Biserica de lemn din Geogel, comuna Ponor, județul Alba, (foto 2009)

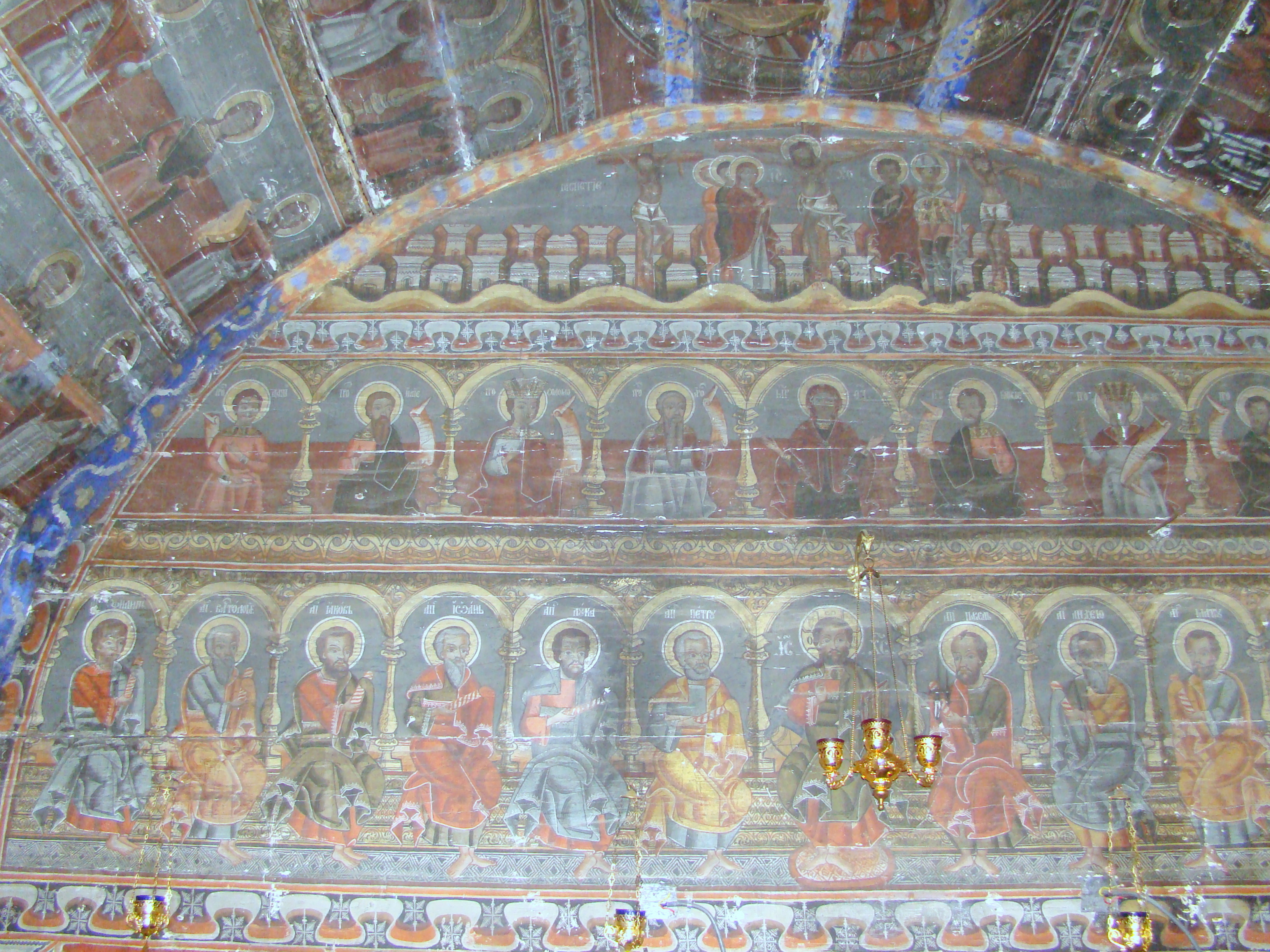
Tâmpla bisericii, opera lui Ioan din Beriu (1756)

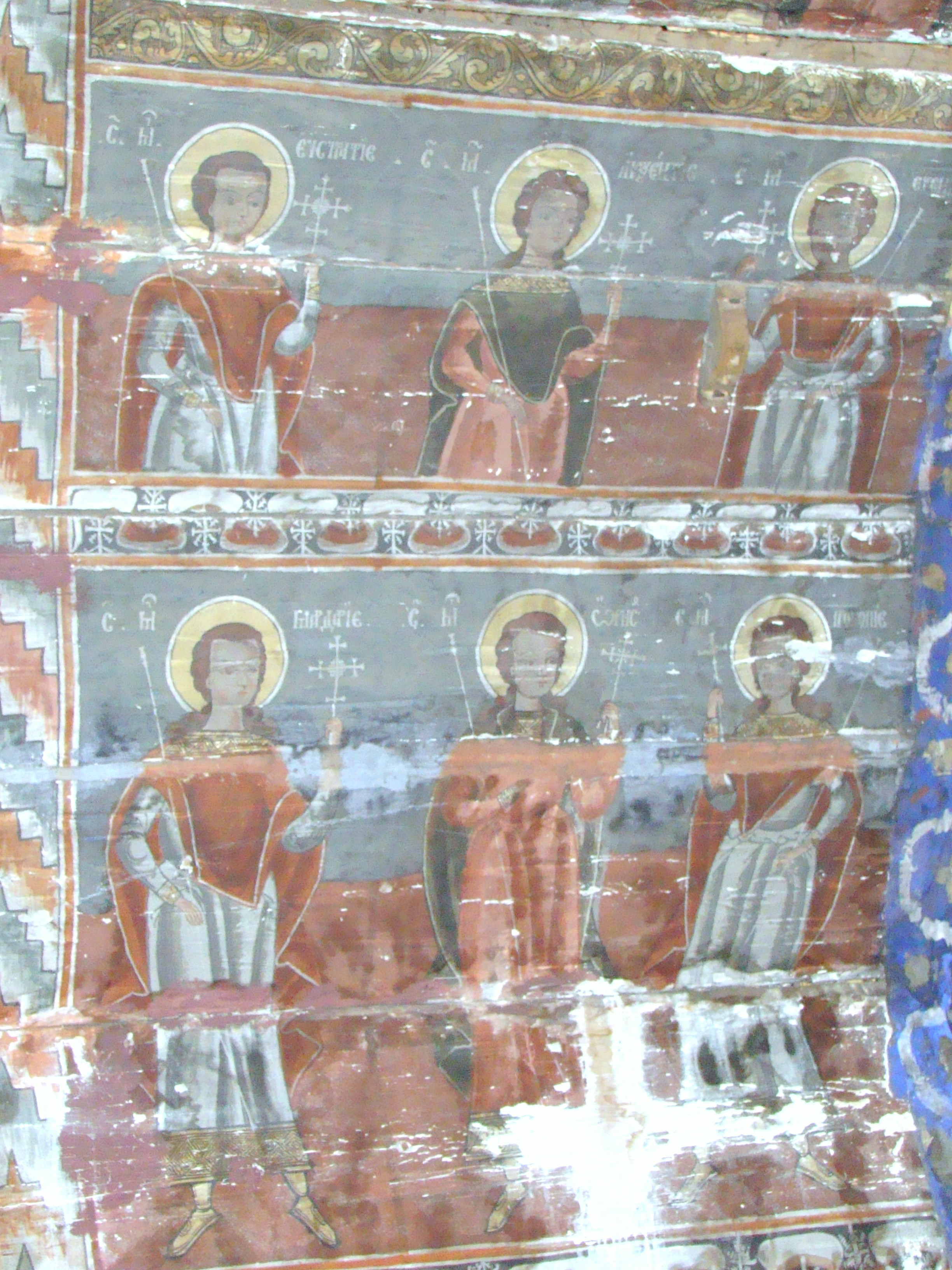
Pictura din naos (la care a contribuit și Tobias Popa Gheorghe din Abrud): Sfinți mucenici

Biserica de lemn din Geogel, comuna Ponor, județul Alba, datează din anul 1751. Are hramul „Sfinții Arhangheli Mihail și Gavriil”. Biserica se află pe noua listă a monumentelor istorice sub codul LMI: cod LMI AB-II-m-A-00230. 

## Istoric și trăsături
Biserica a fost edificată în 1751, an consemnat pe ancadramentul ușii de la intrarea de sud, spre naos.  Biserica de lemn „Sfinții Arhangheli” a suferit în timp transformări importante. Din construcția ridicată atunci s-a mai păstrat naosul, acoperit cu o boltă semicilindrică și pronaosul. În 1823, din necesitatea măririi spațiului, pronaosul a fost cuprins în naos, adăugându-se o încăpere nouă, cu această destinație, supralărgită, pe latura de sud, acoperită cu un tavan dreptunghiular. Între partea adăugată și cea veche a fost realizată o suită de trei arcade. După 1848, o absidă de piatră poligonală, cu cinci laturi, a înlocuit vechiul altar. Tâmpla cu trei frize (registre) delimitate prin chenare, a fost realizată de Ioan din Beriu la 1756. Vechiul naos al bisericii a fost pictat de același artist în colaborare cu Tobias Popa Gheorghe din Abrud.
Biserica din Geogel este un mic giuvaer al bisericilor de lemn din județul Alba. Deși nu este cea mai veche, este, probabil, cea mai frumoasă, atât ca stil arhitectonic cât și în ceea ce privește minunata pictură murală, mult mai bine păstrată decât în alte locuri. Lor li se adaugă și un patrimoniu mobil de mare valoare. Accesul turiștilor este însă îngreunat de infrastructura deficitară din Munții Apuseni, și în special de drumul dintre Geogel și Mogoș.
În Geogel mai există o biserică de lemn, construită în jurul anului 1800, bine păstrată, mai puțin pictura murală, și care a aparținut comunității greco-catolice.

## Galerie de imagini

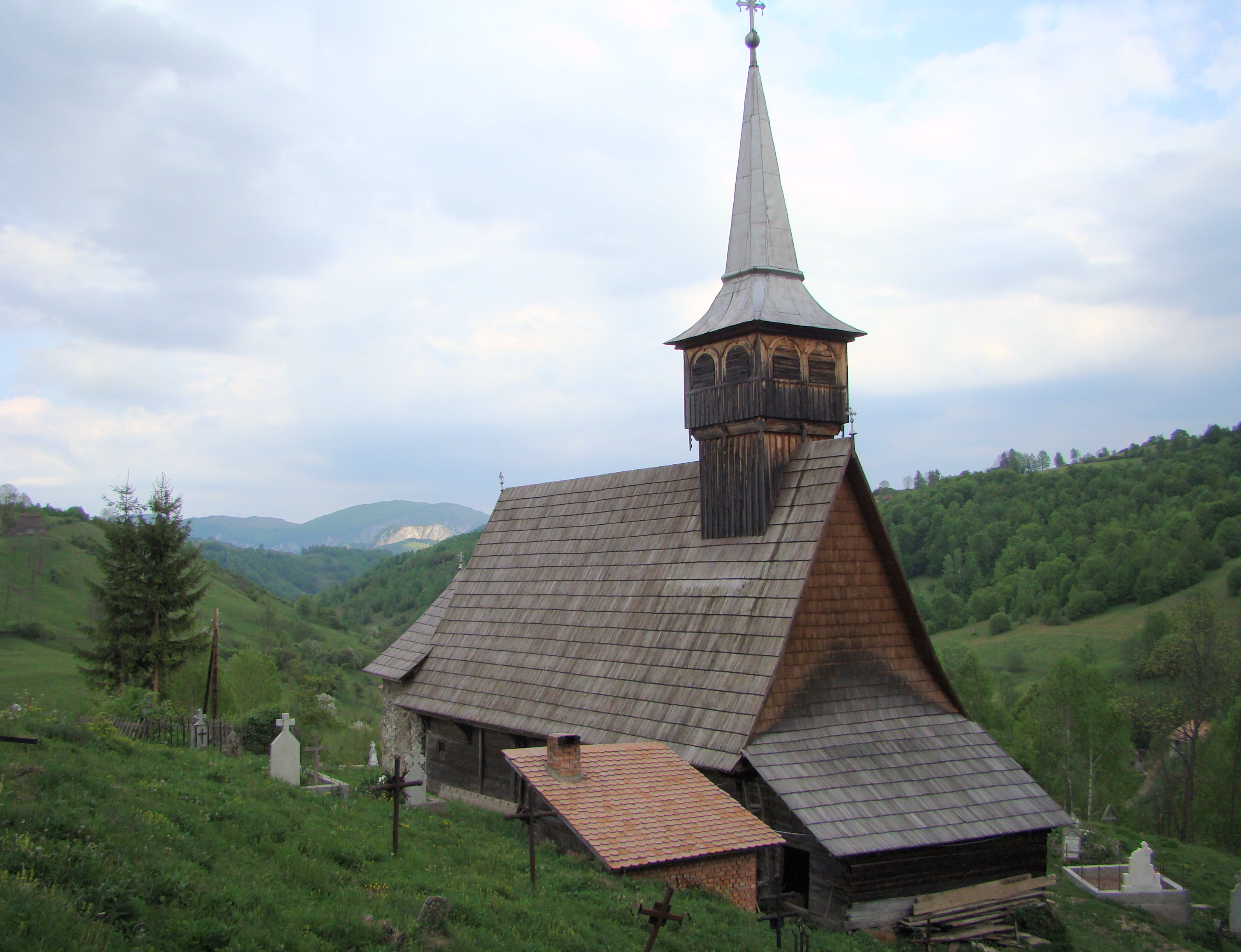
Vedere din nord-vest
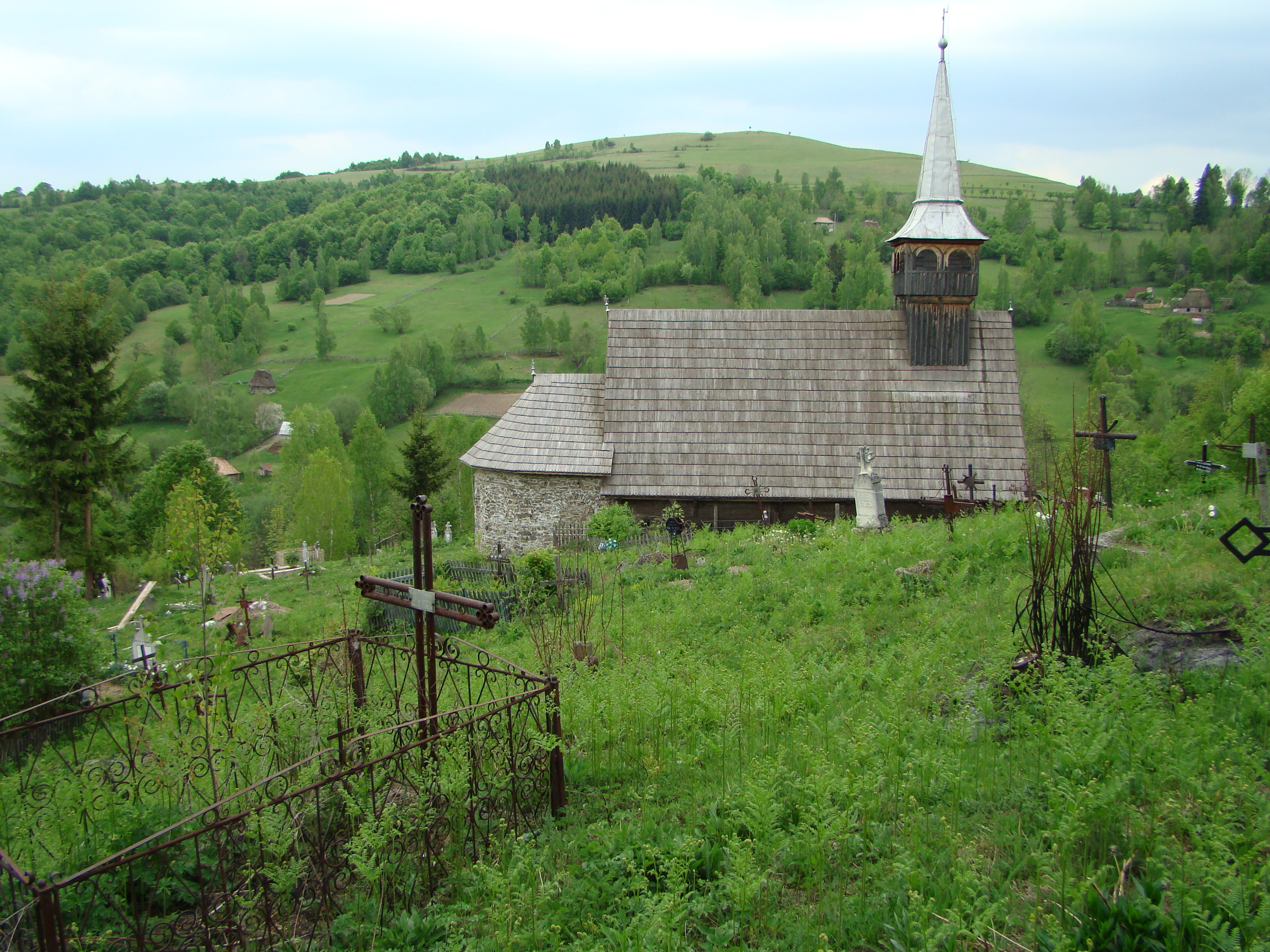
Biserica între dealuri
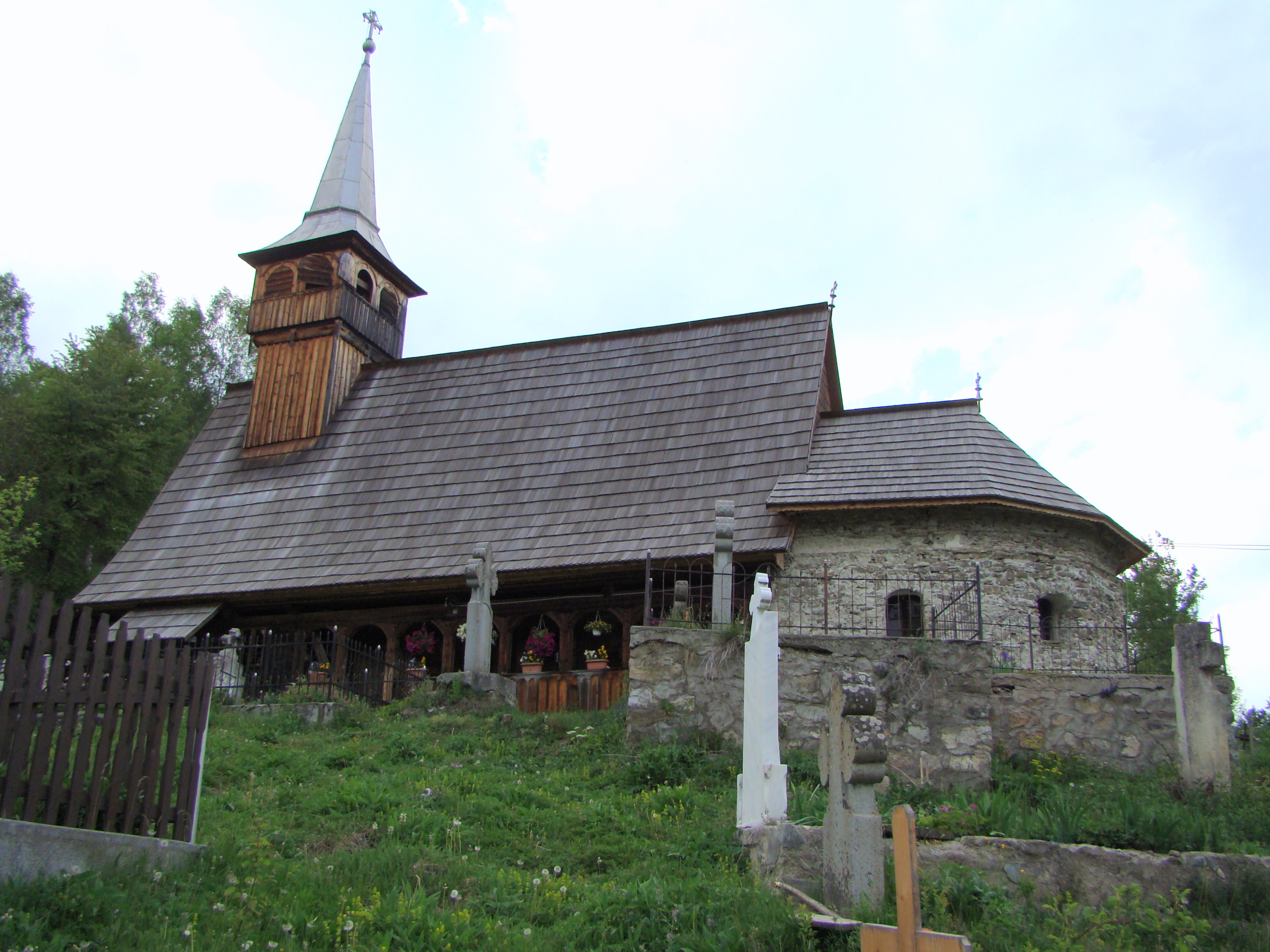
Vedere sudică
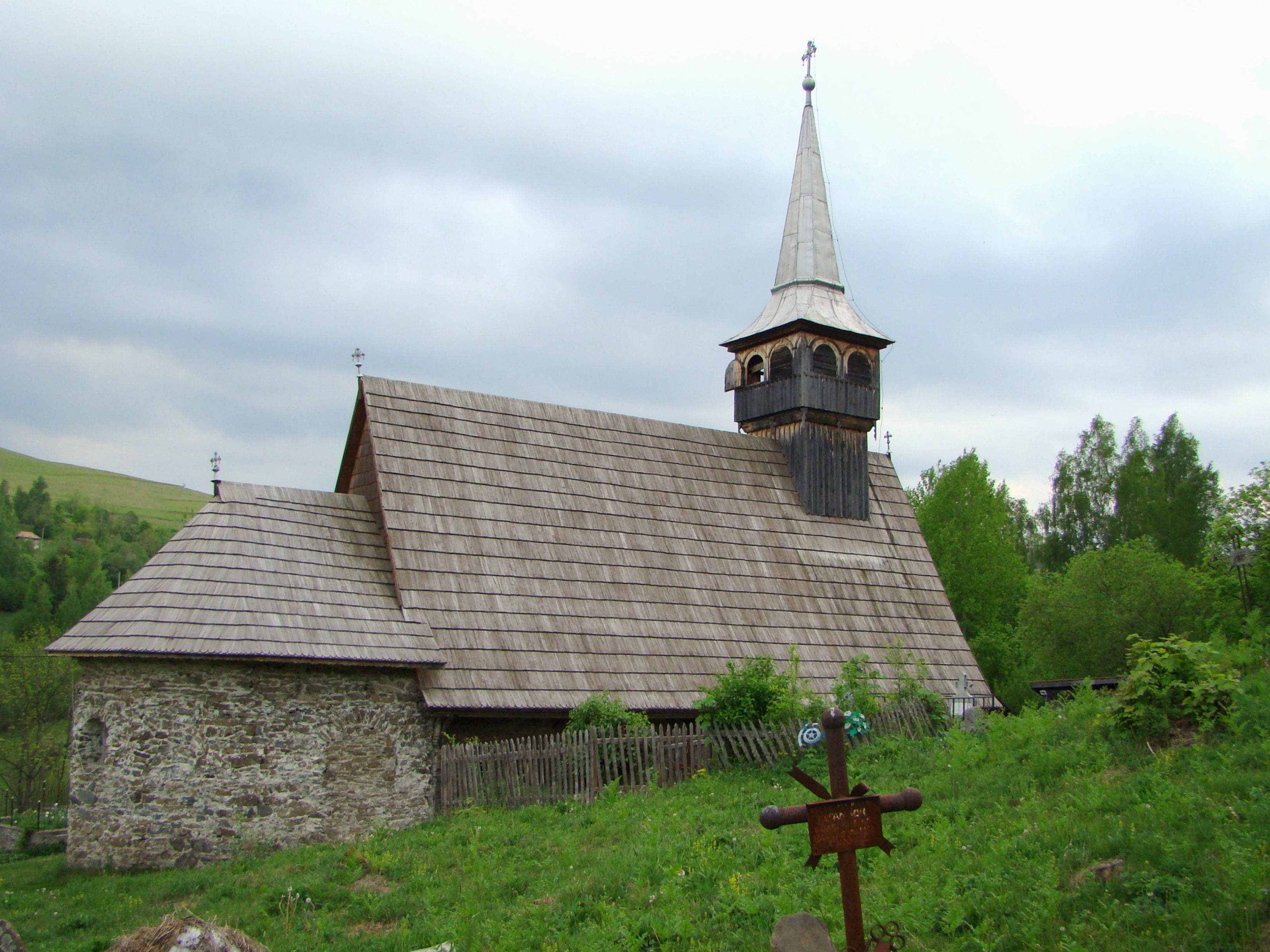
Vedere nordică
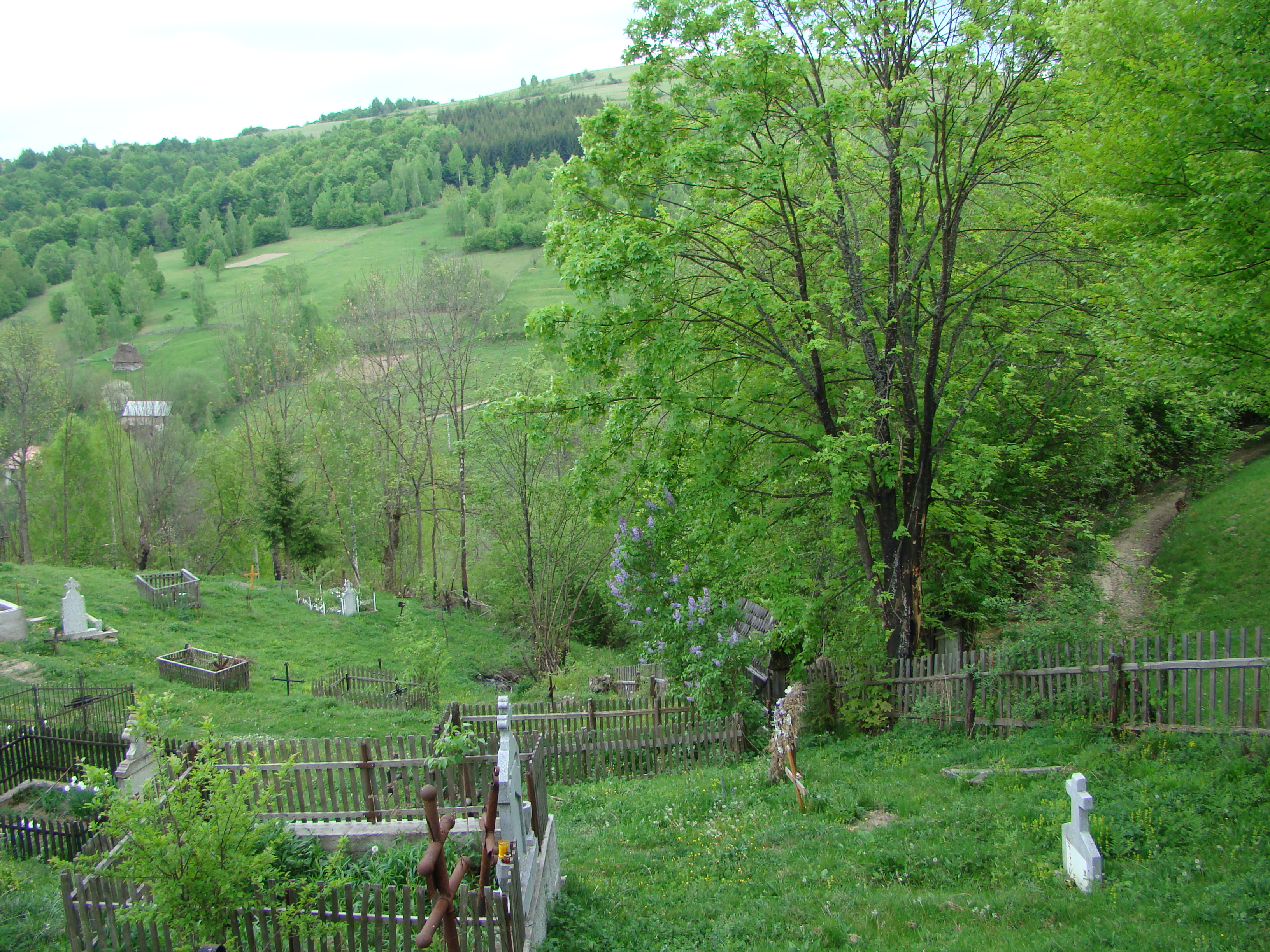
Cimitirul
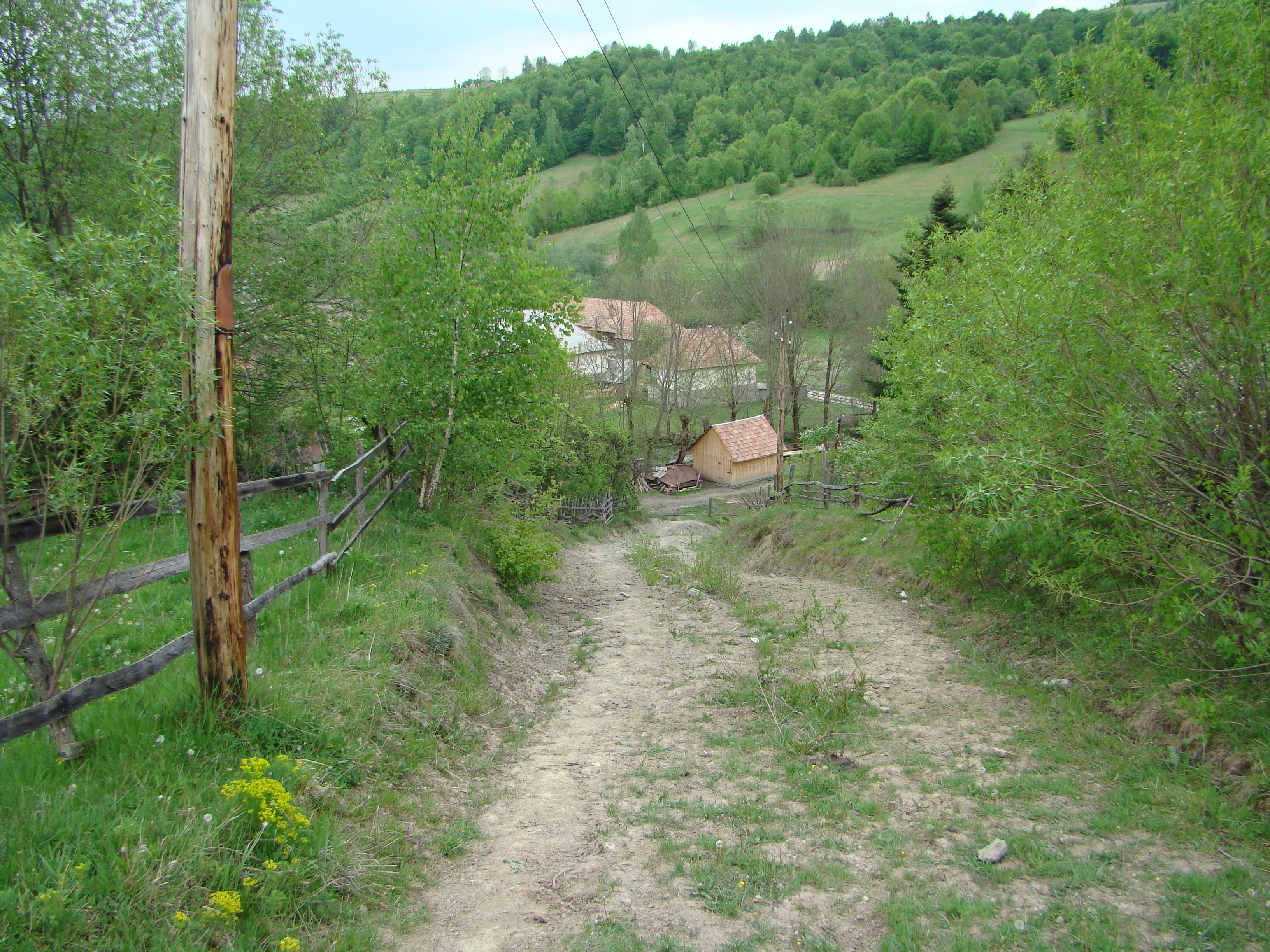
Drumul spre biserică
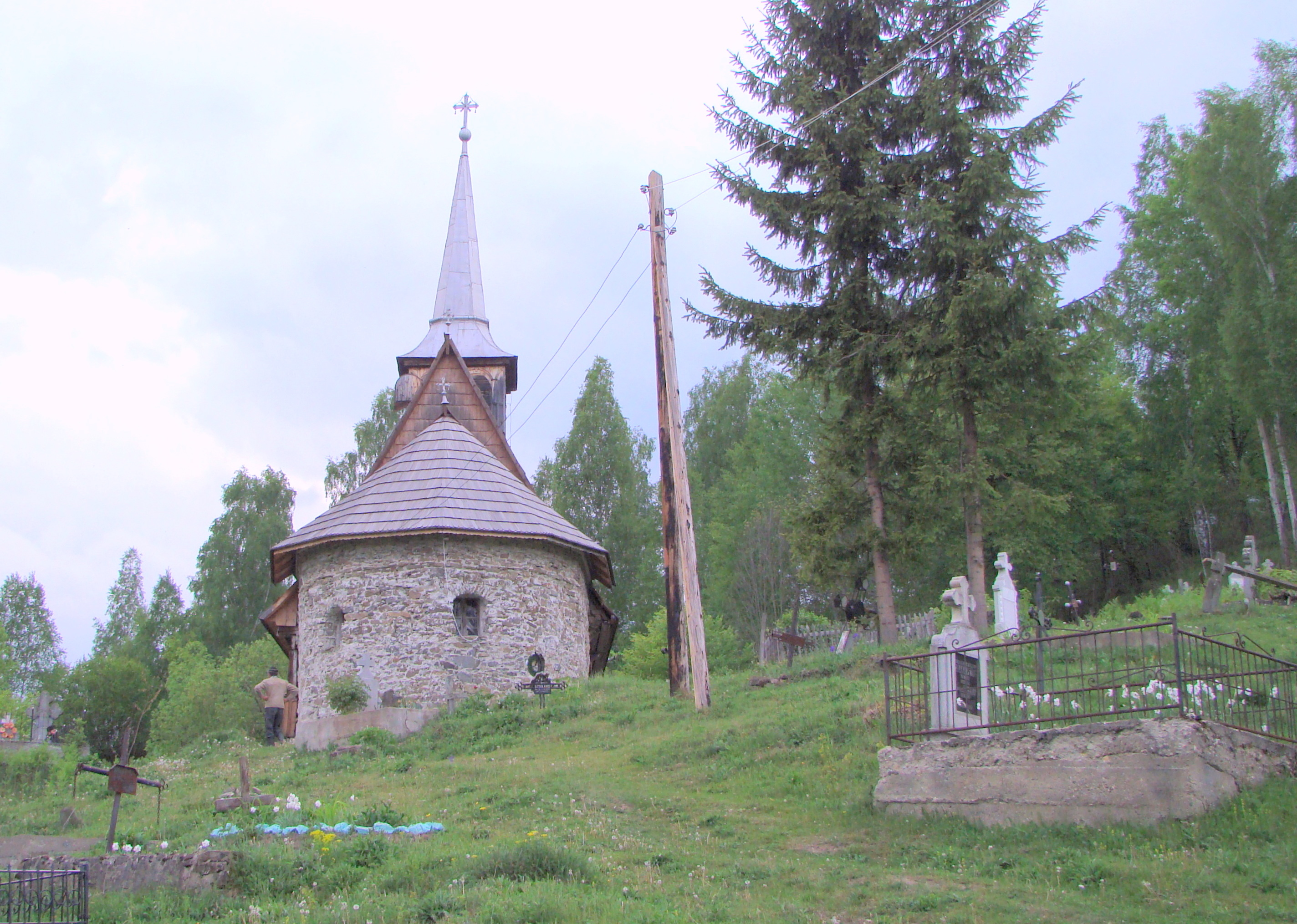
Vedere de ansamblu
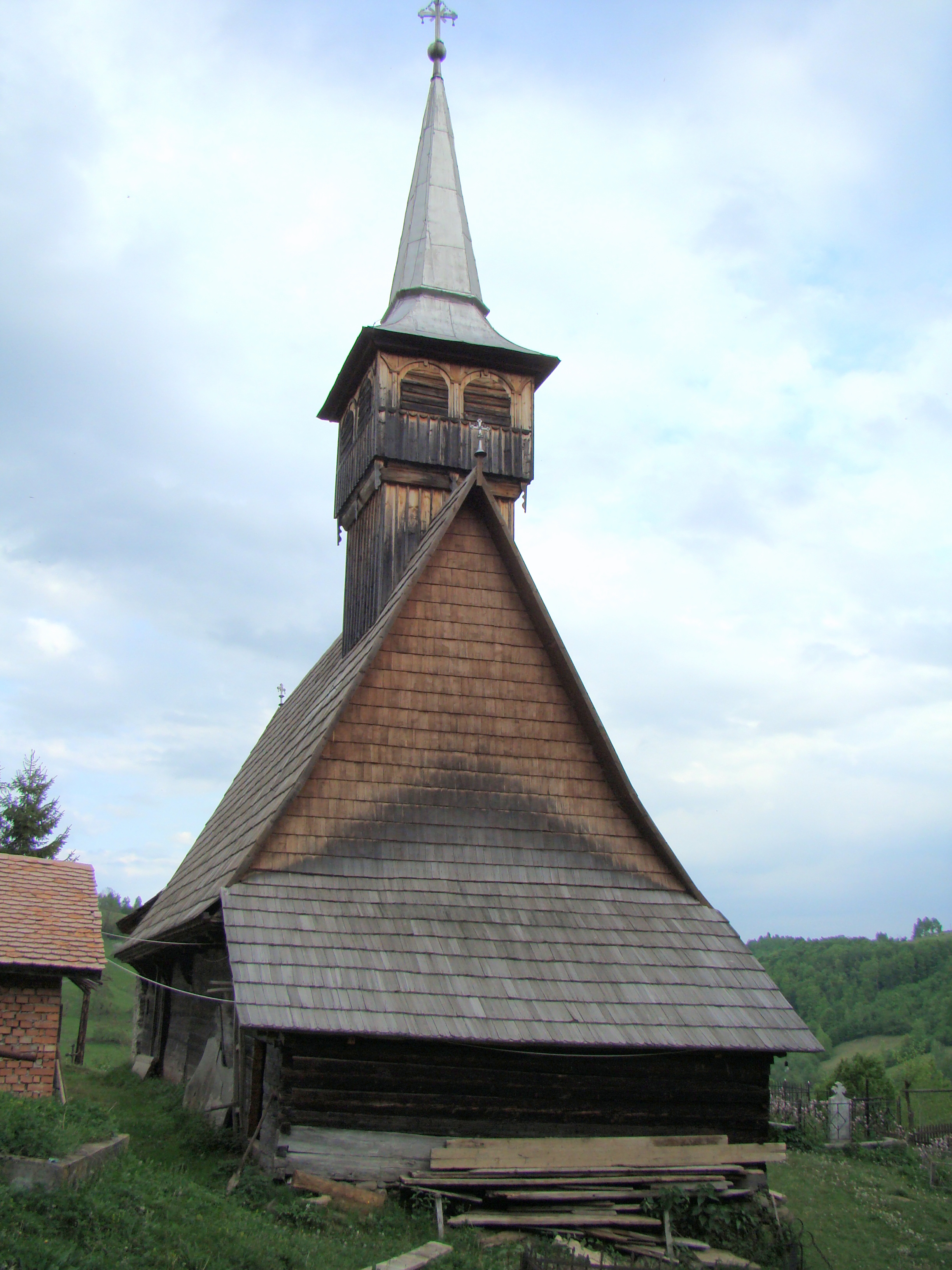
Vedere din vest a bisericii
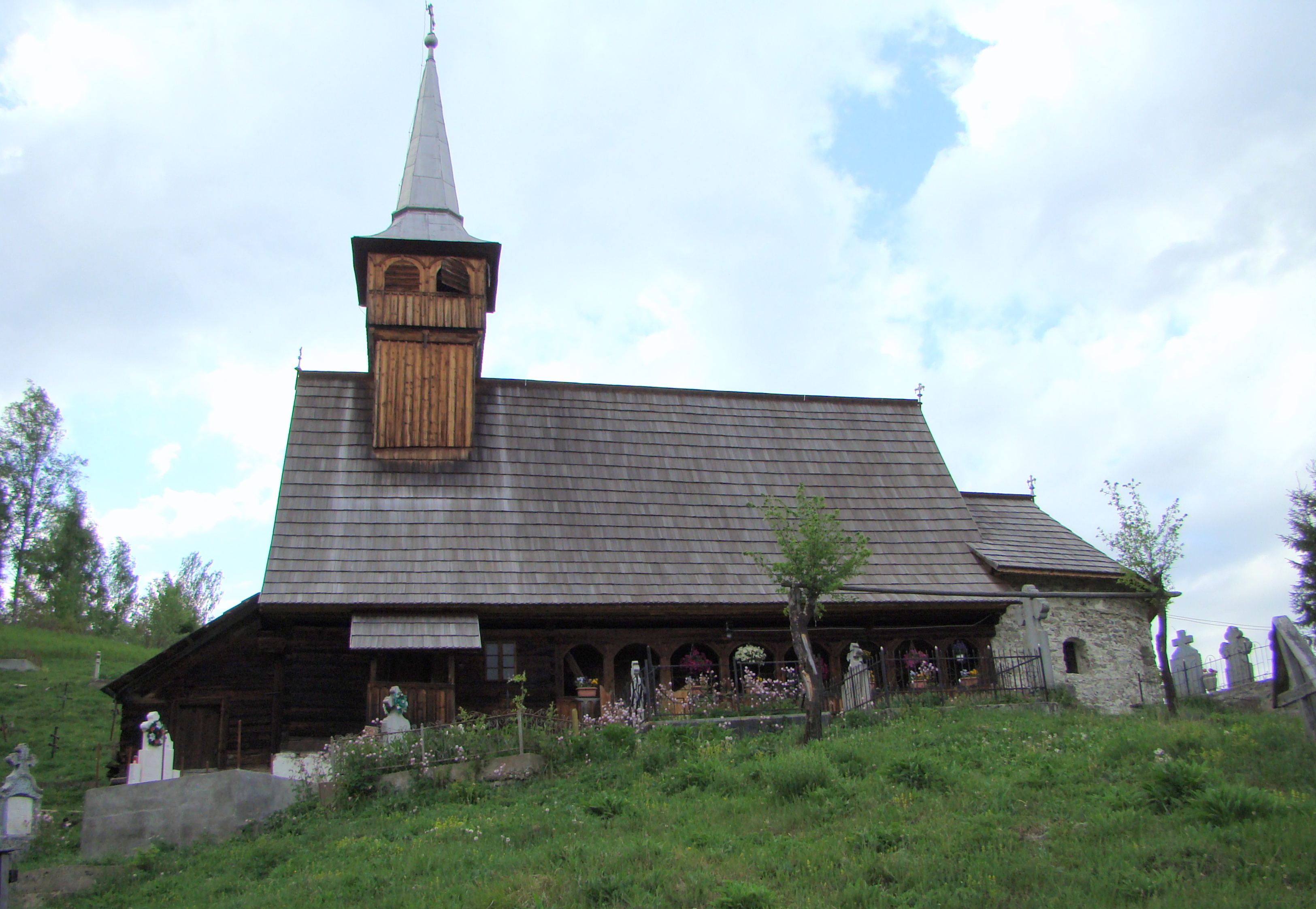
Vedere laterală a bisericii
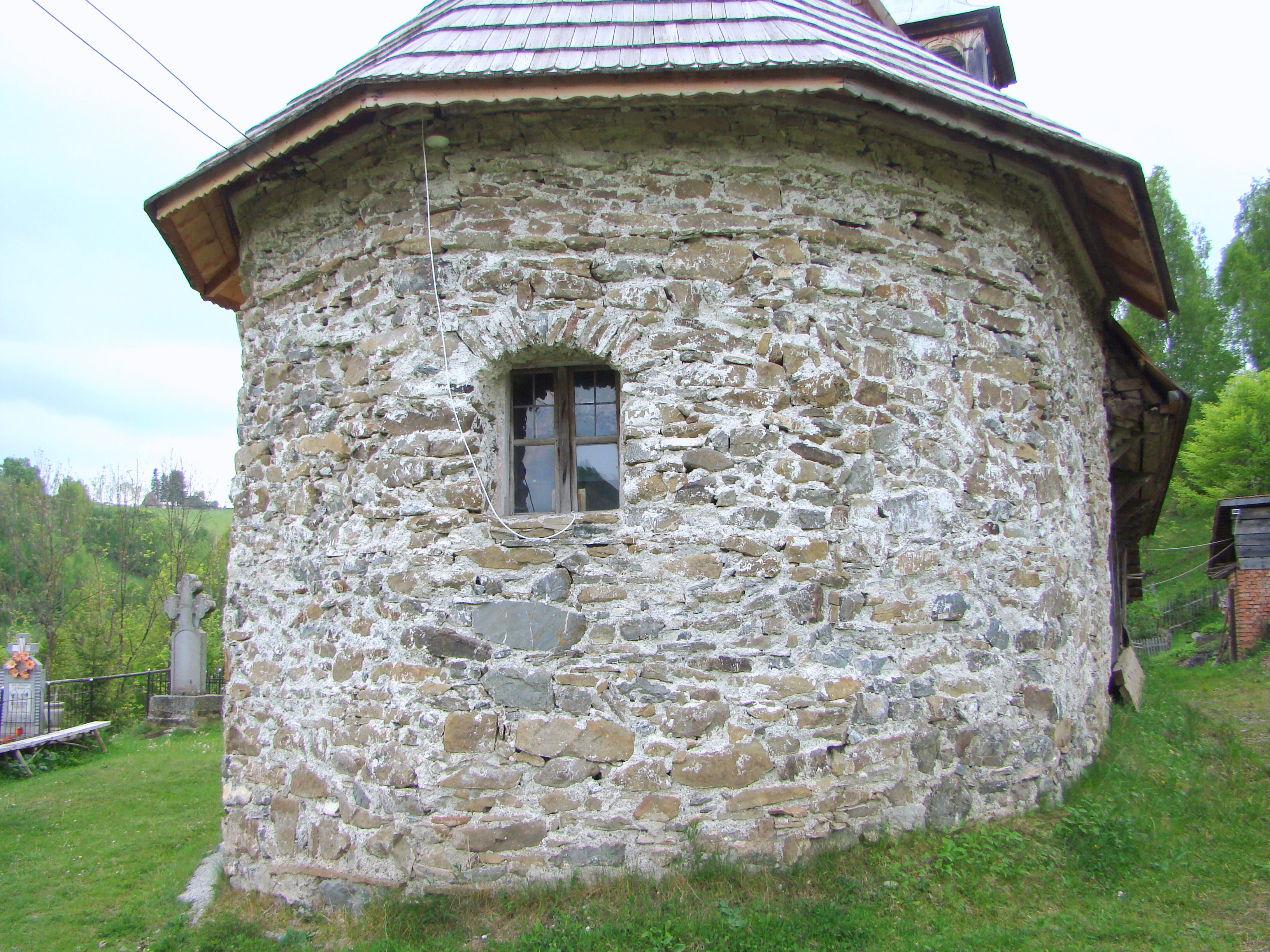
Absida altarului
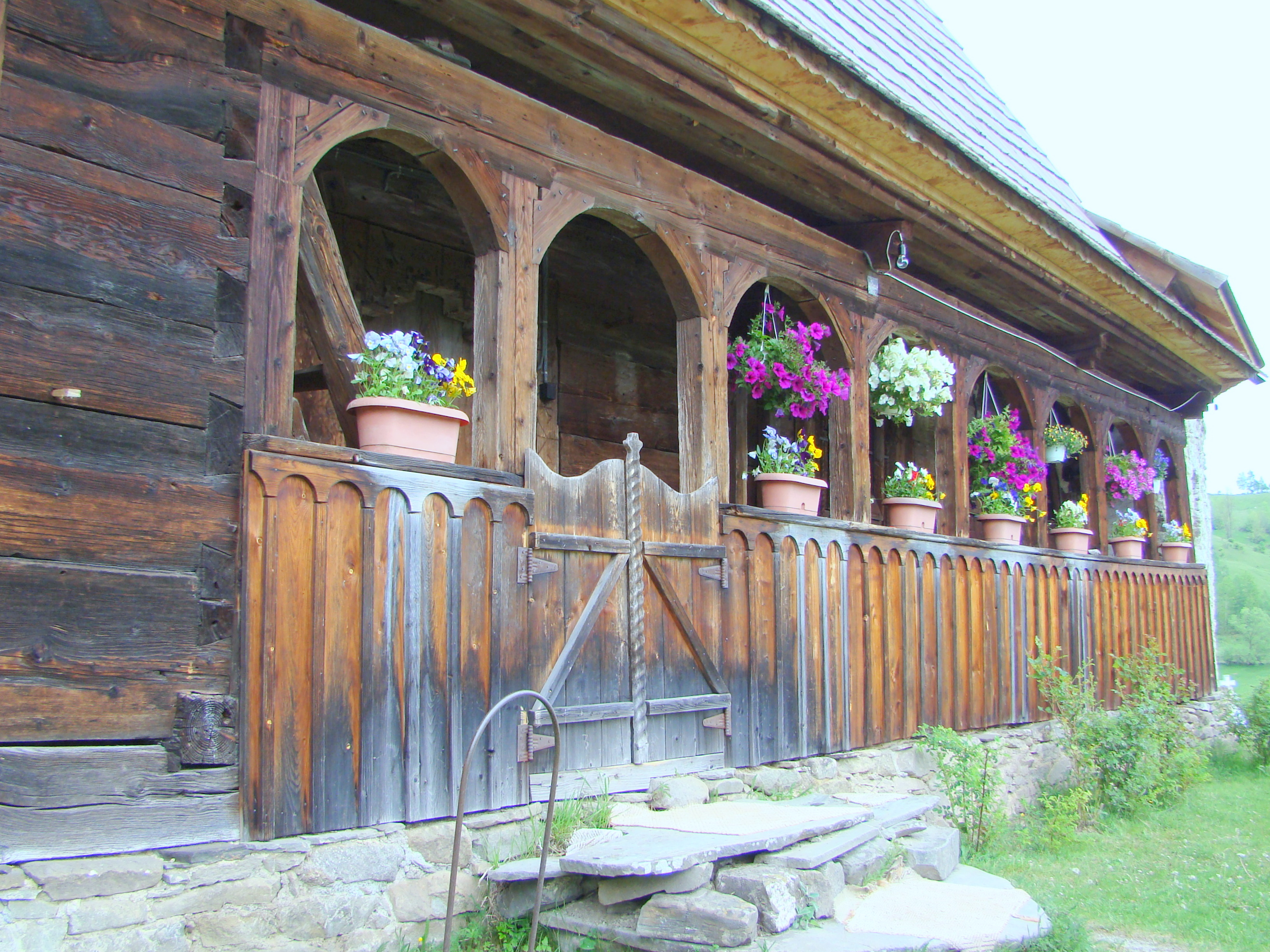
Prispa bisericii
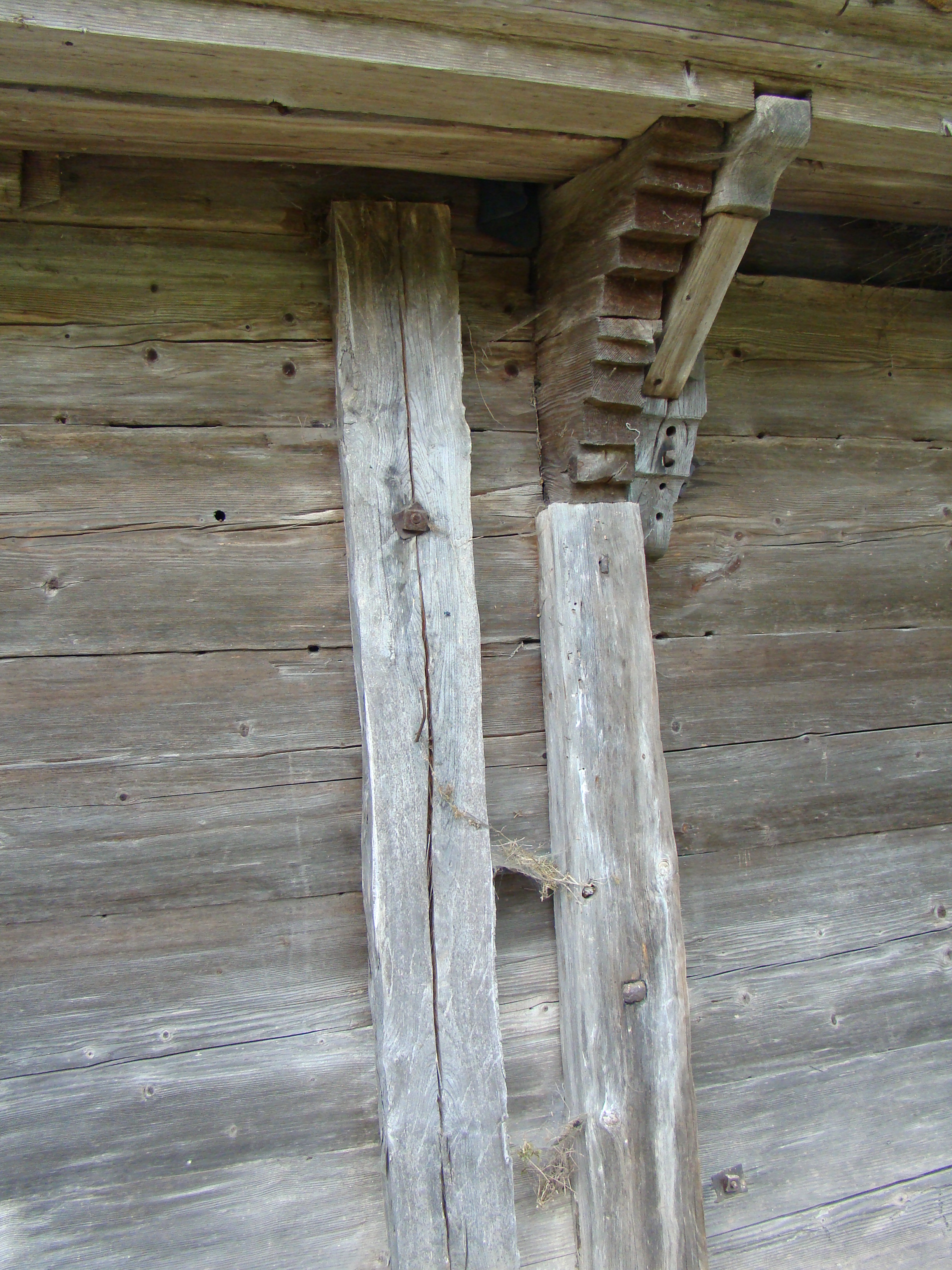
Consolă
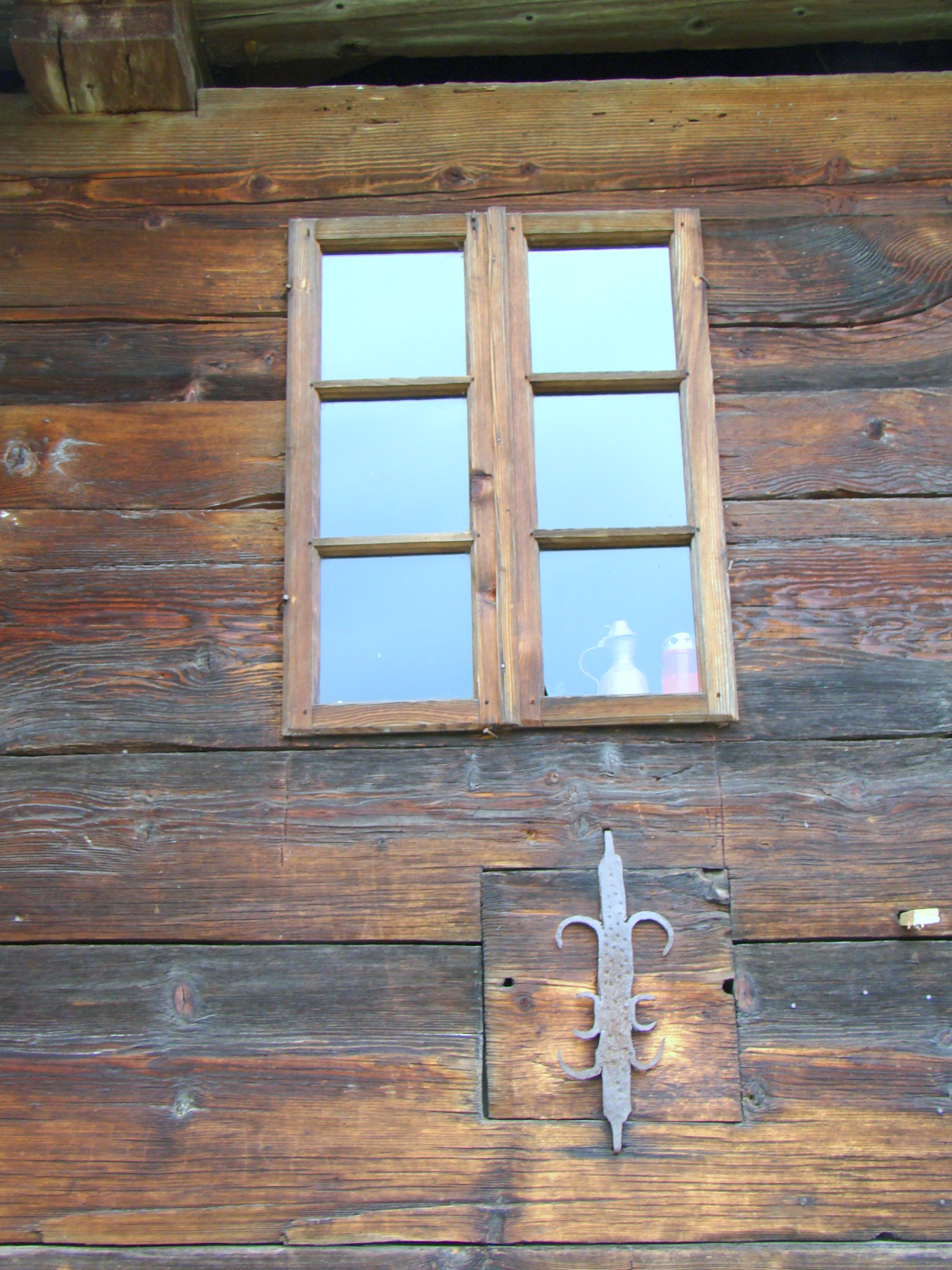
Fereastră
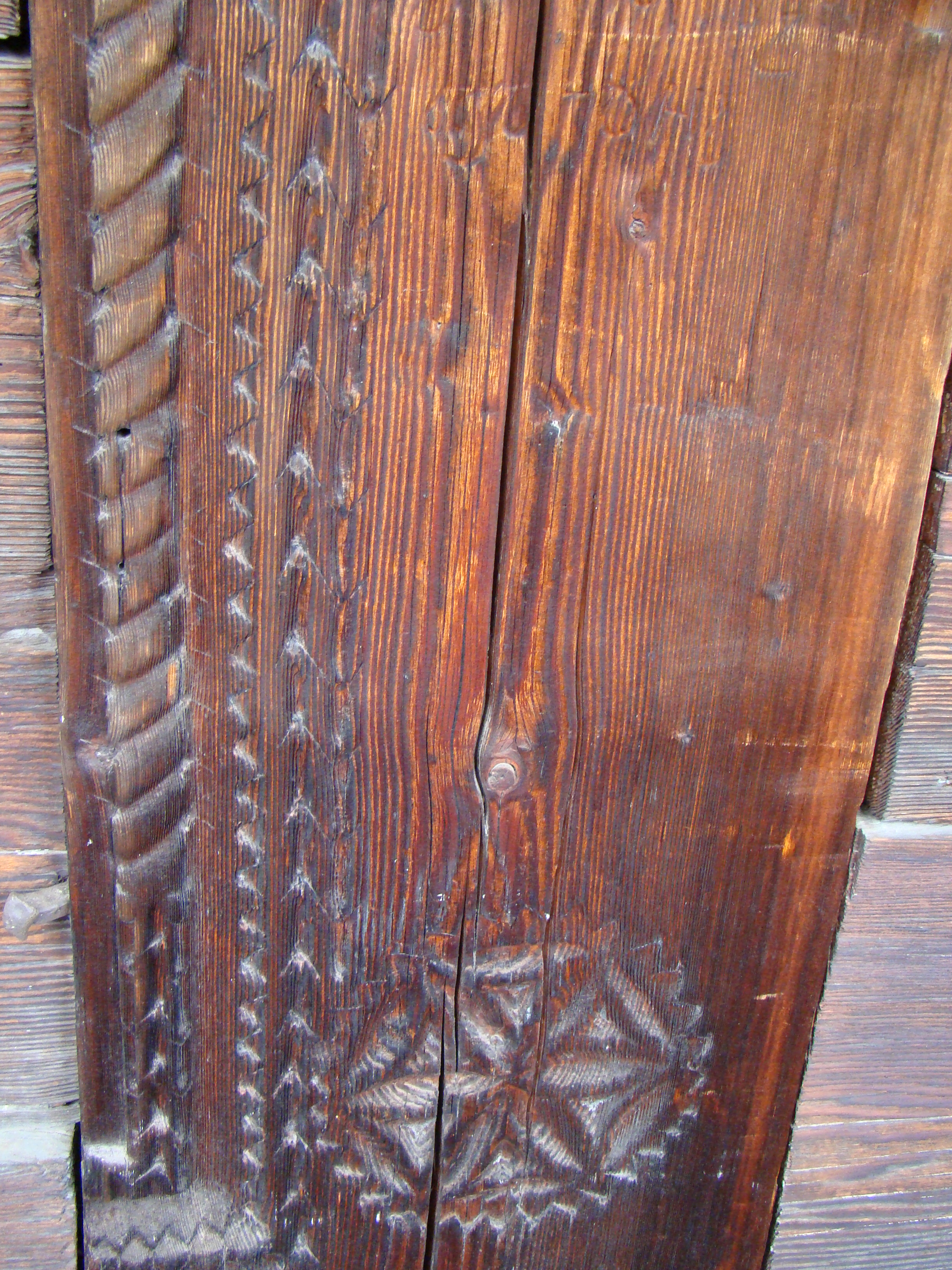
Detaliu portal 1
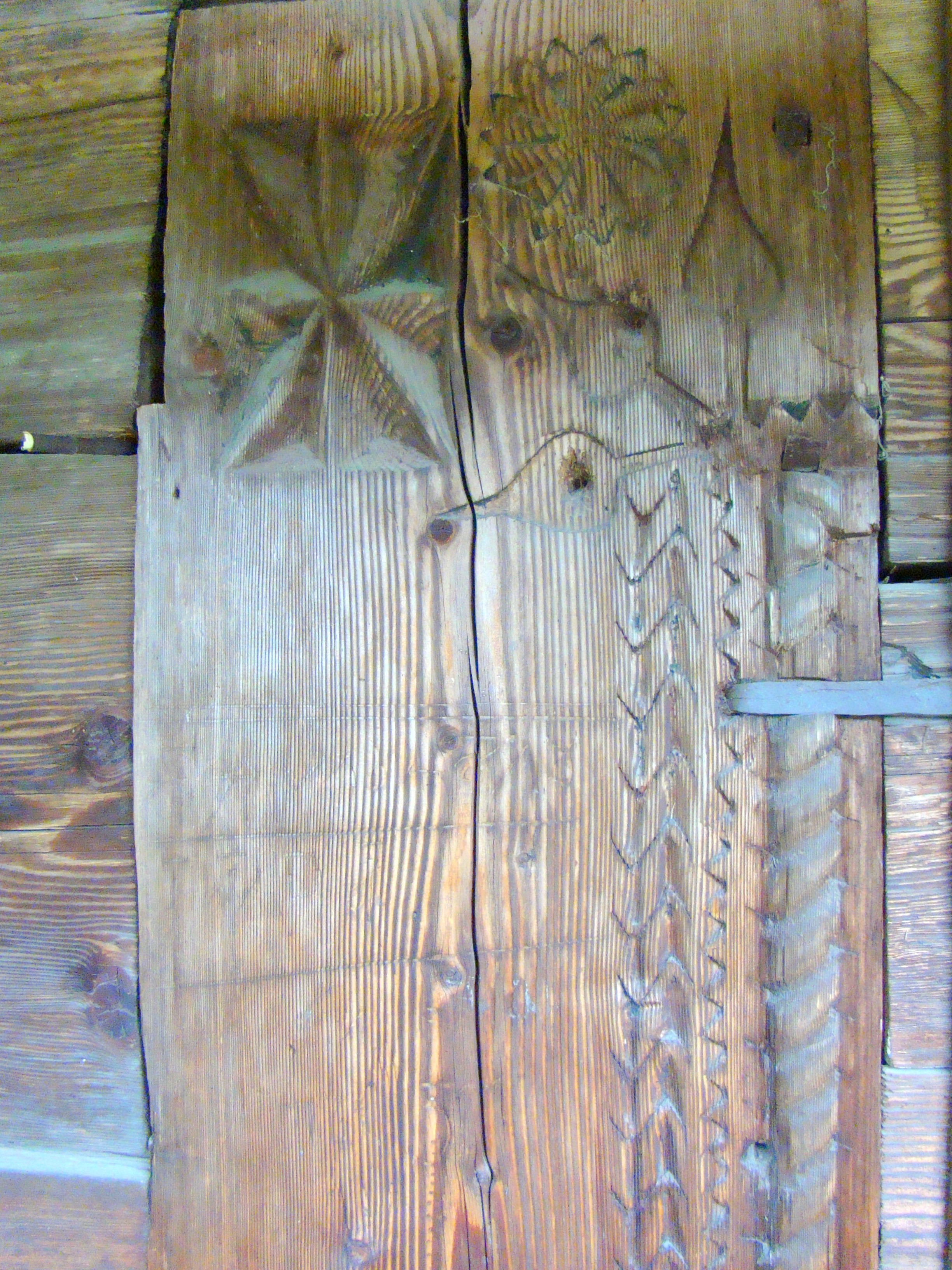
Detaliu portal 2
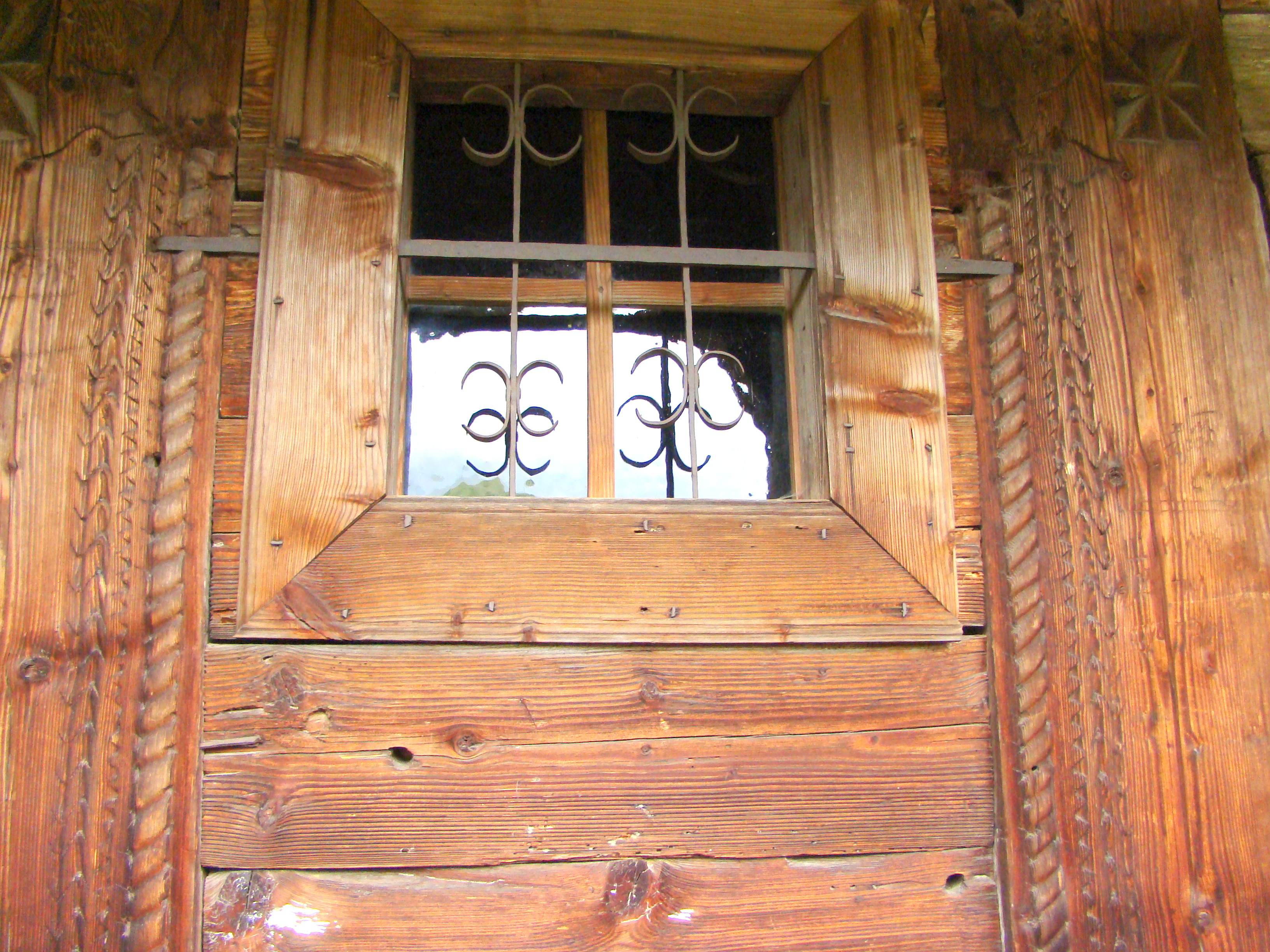
Fostă intrare
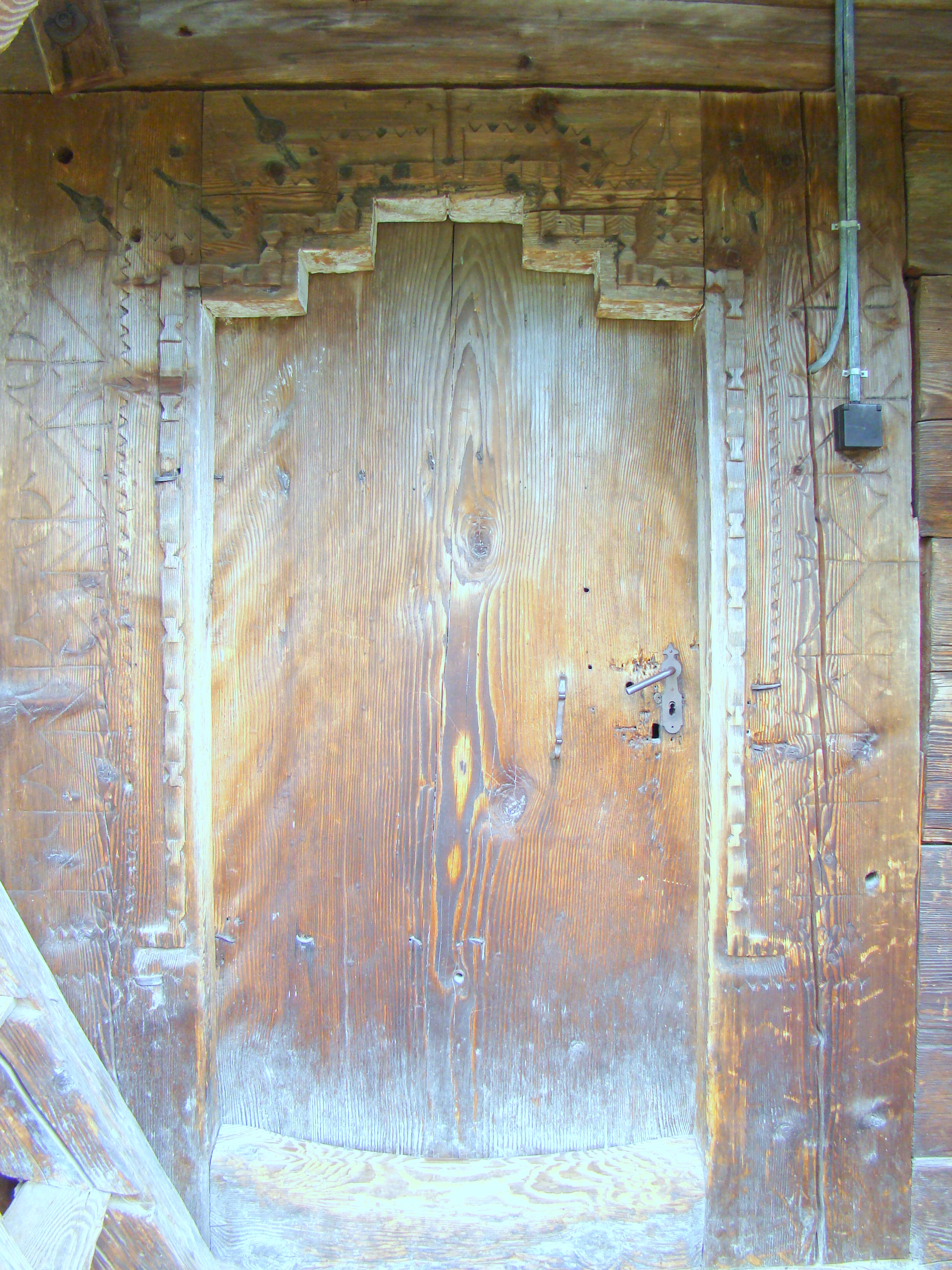
Portalul intrării
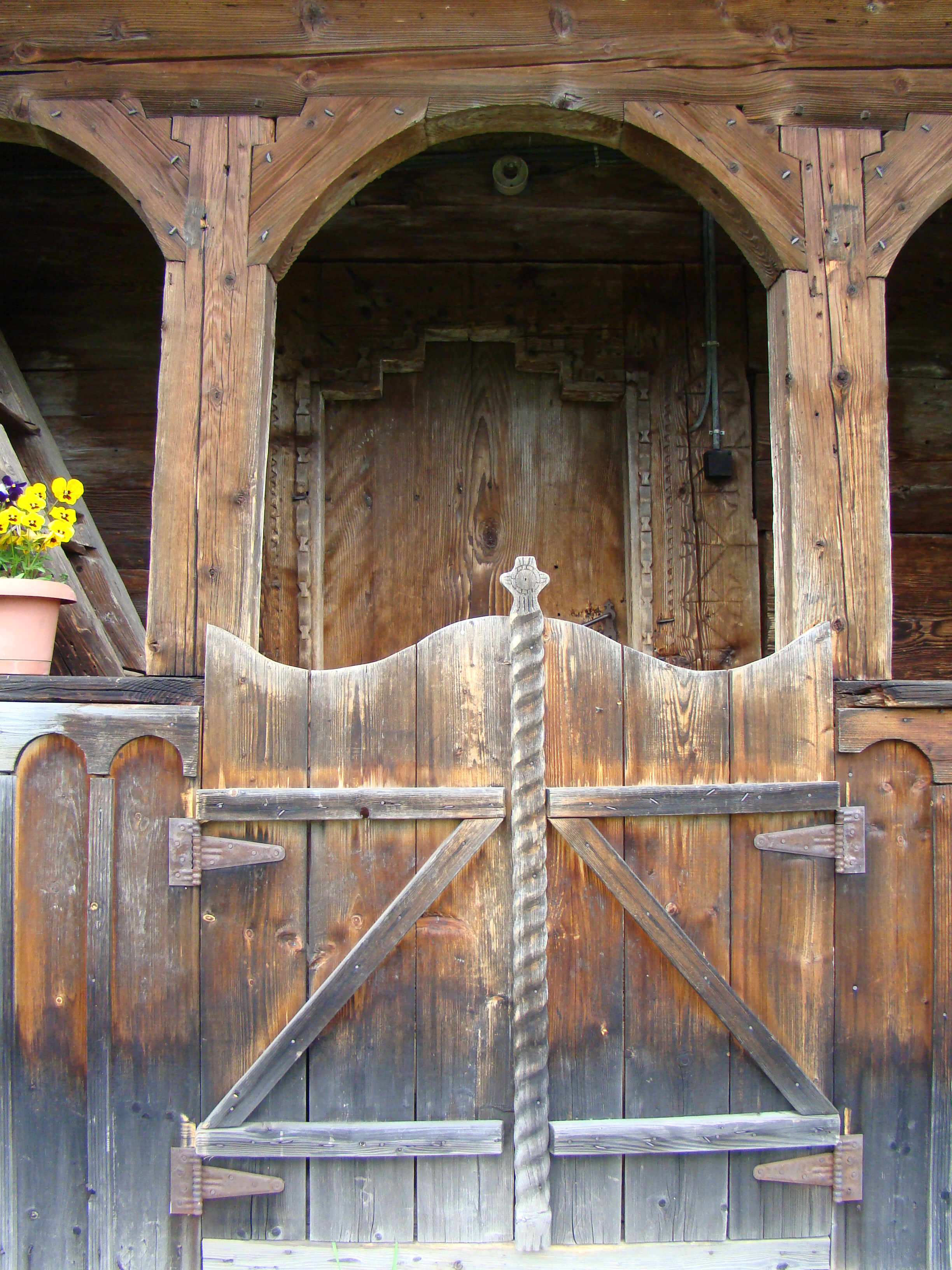
Portiţa prispei
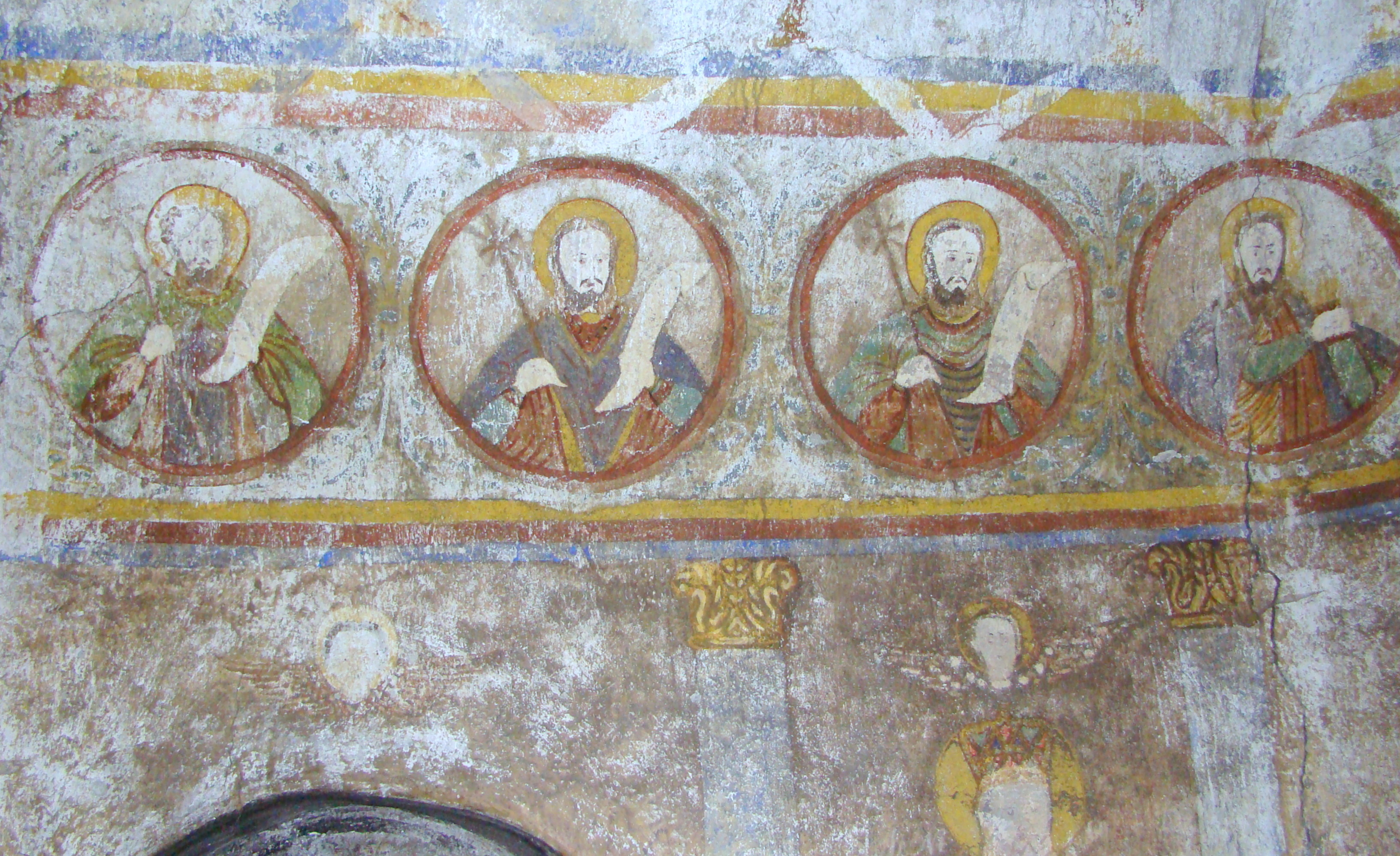
Pictură din altar
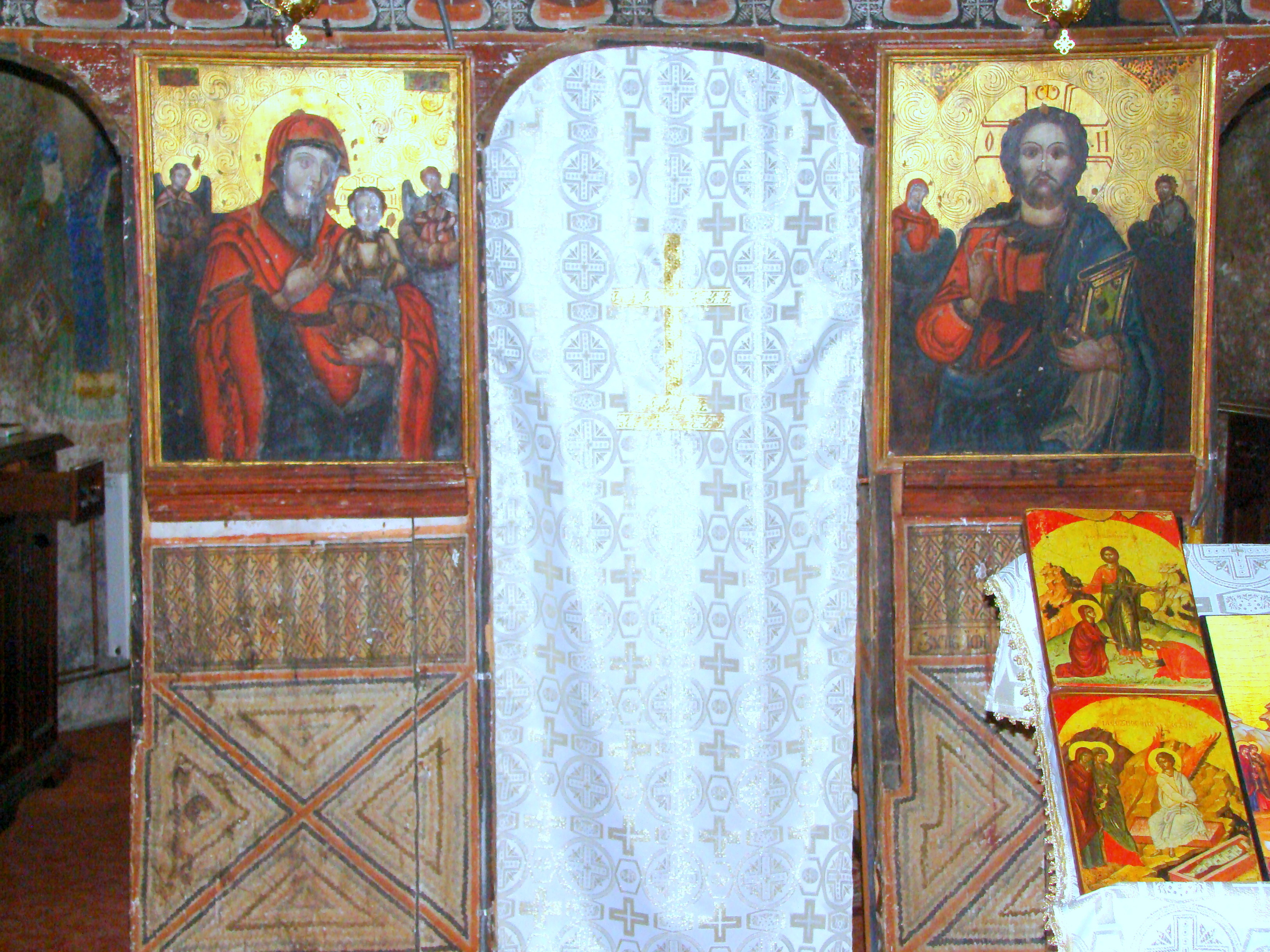
Intrare în altar
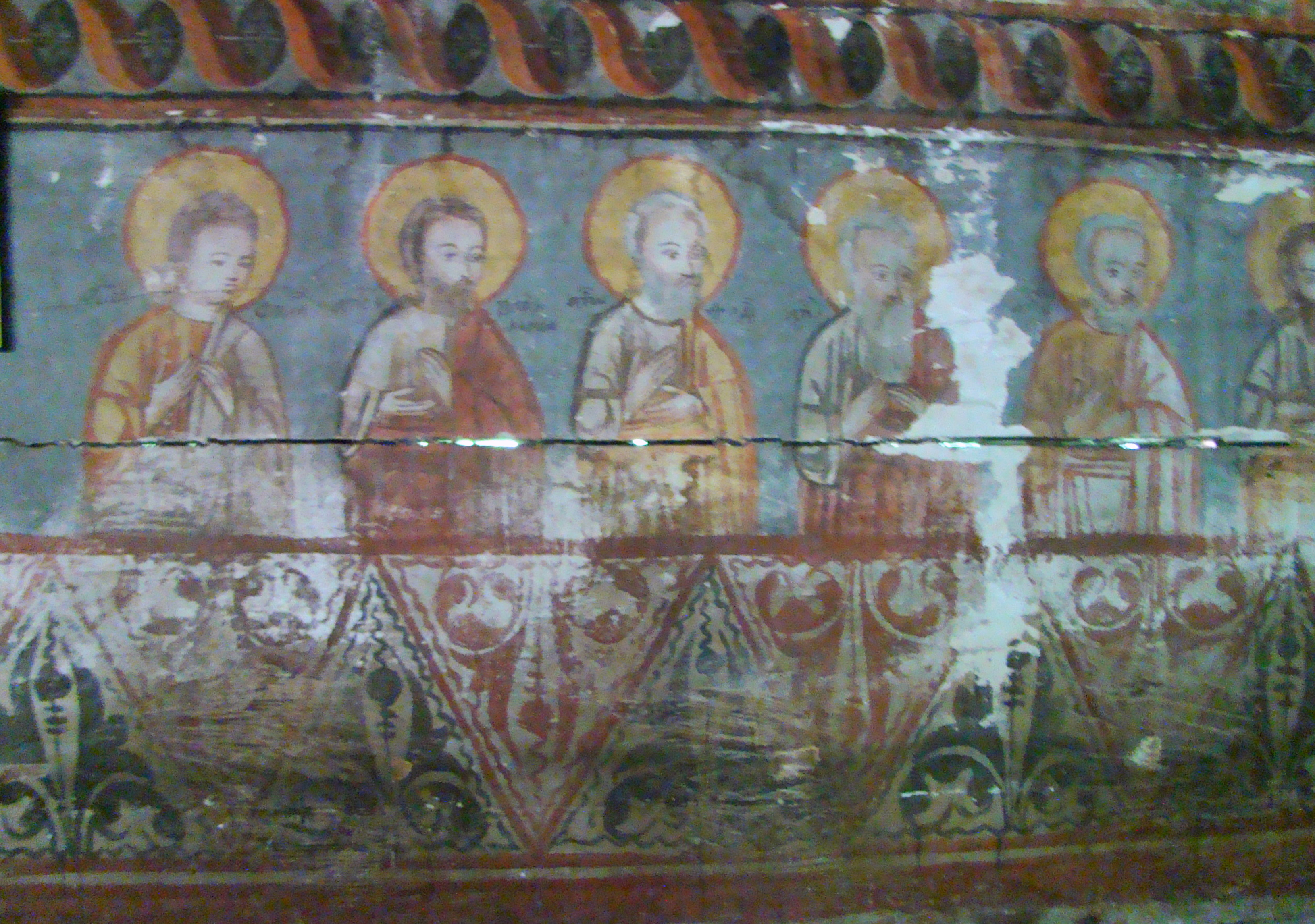
Sfinţi
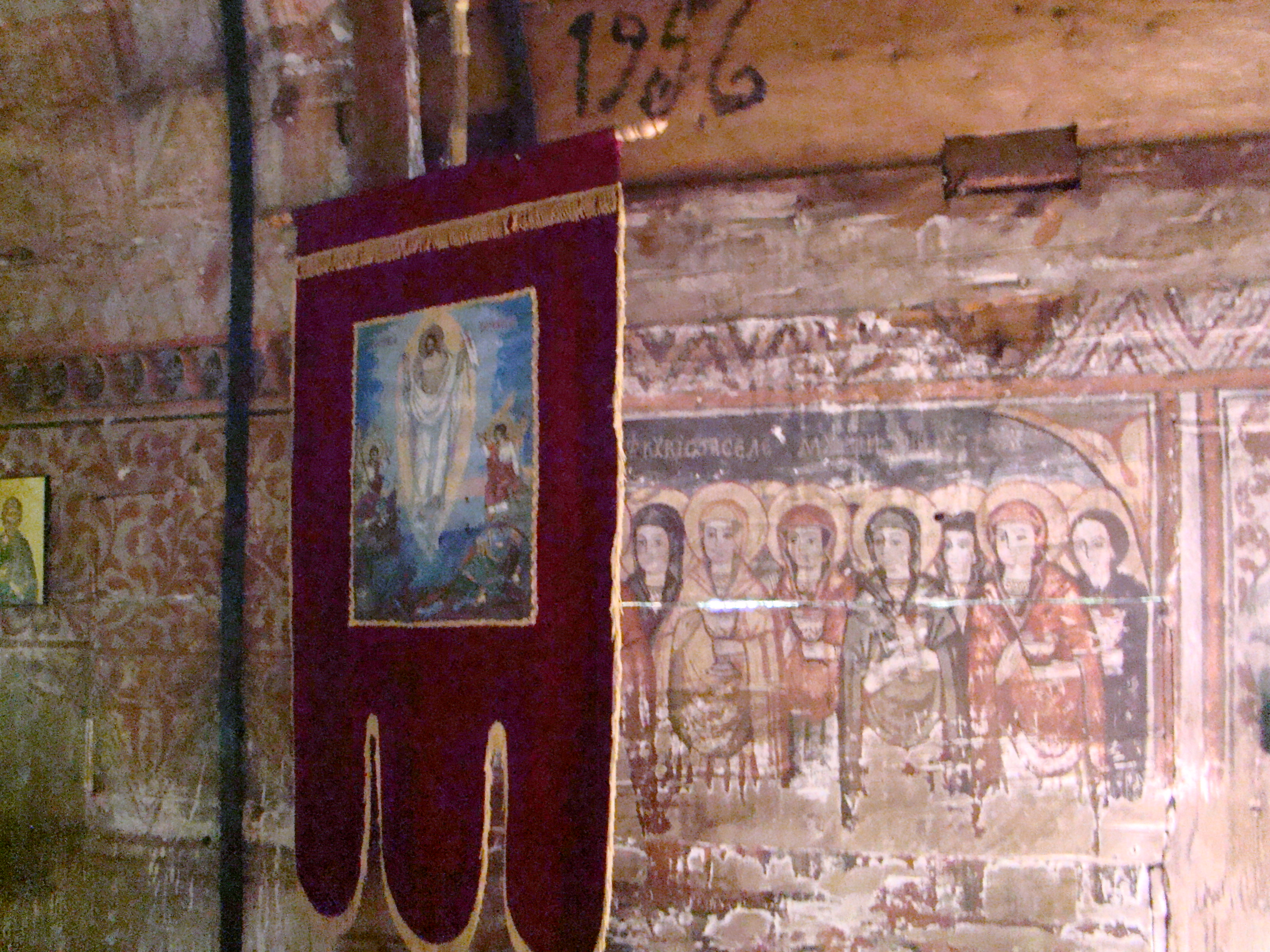
Detaliu pictură
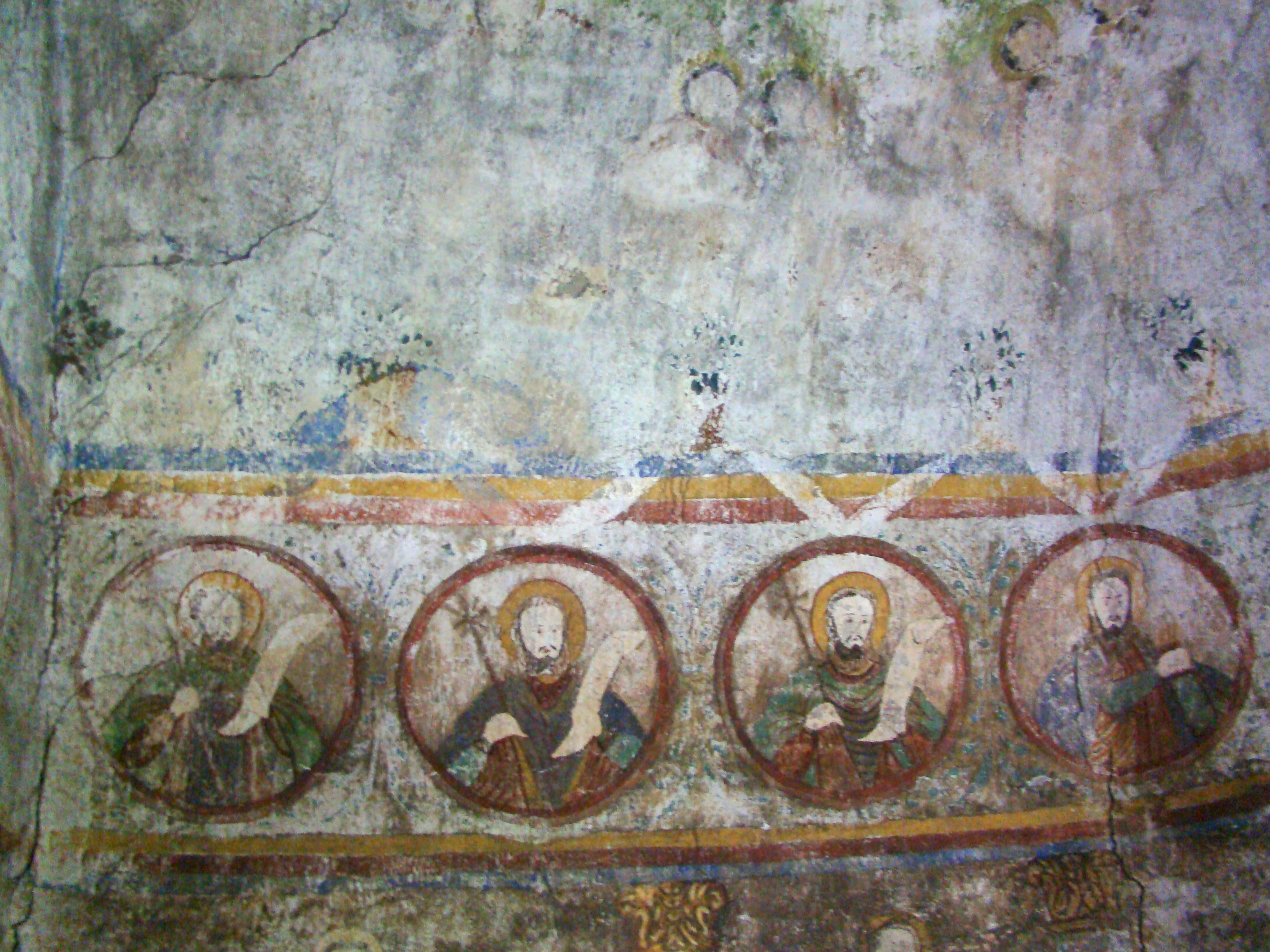
Sfinţi
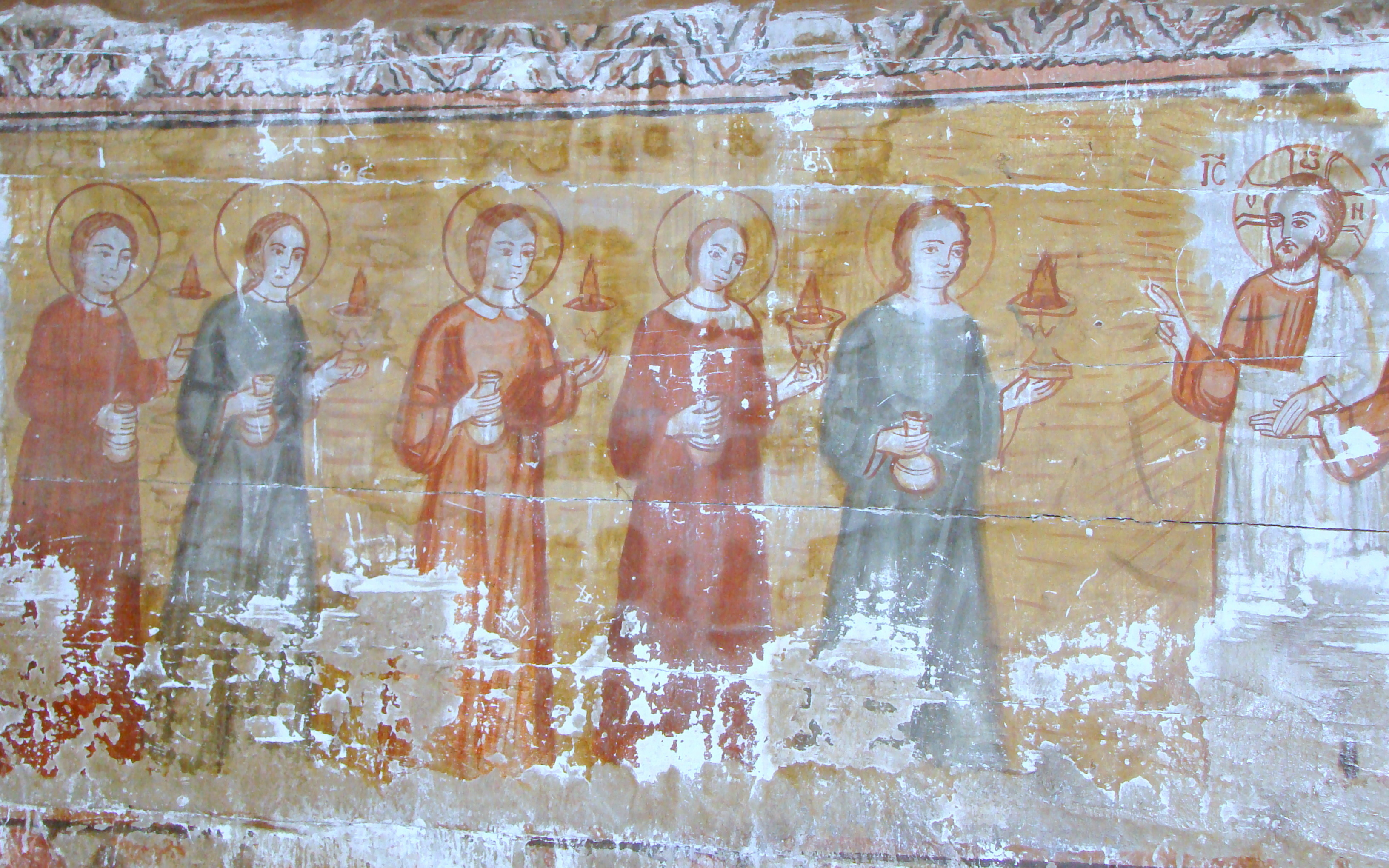
Pictura din pronaos, pilda celor 10 fecioare
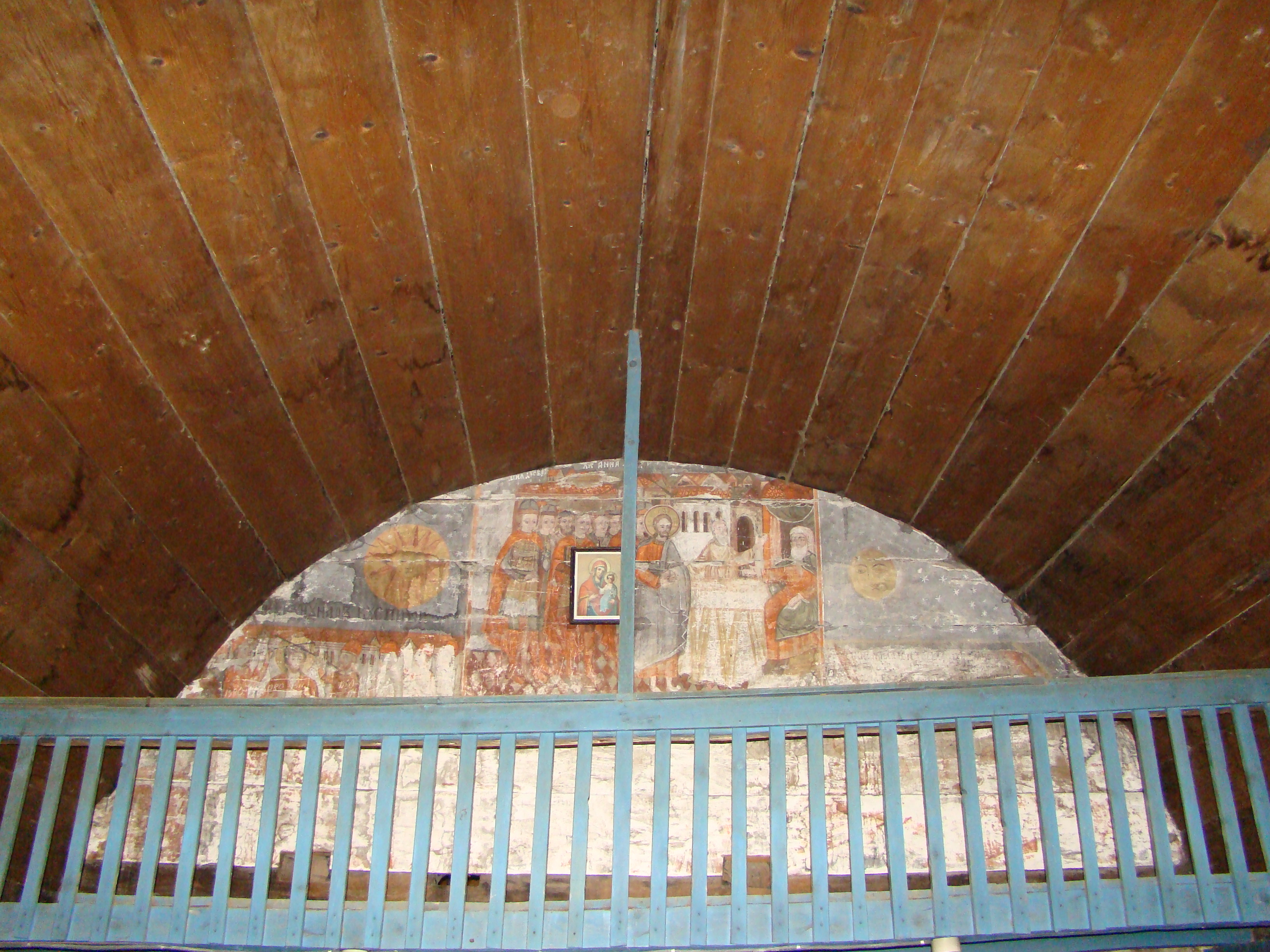
Corul bisericii
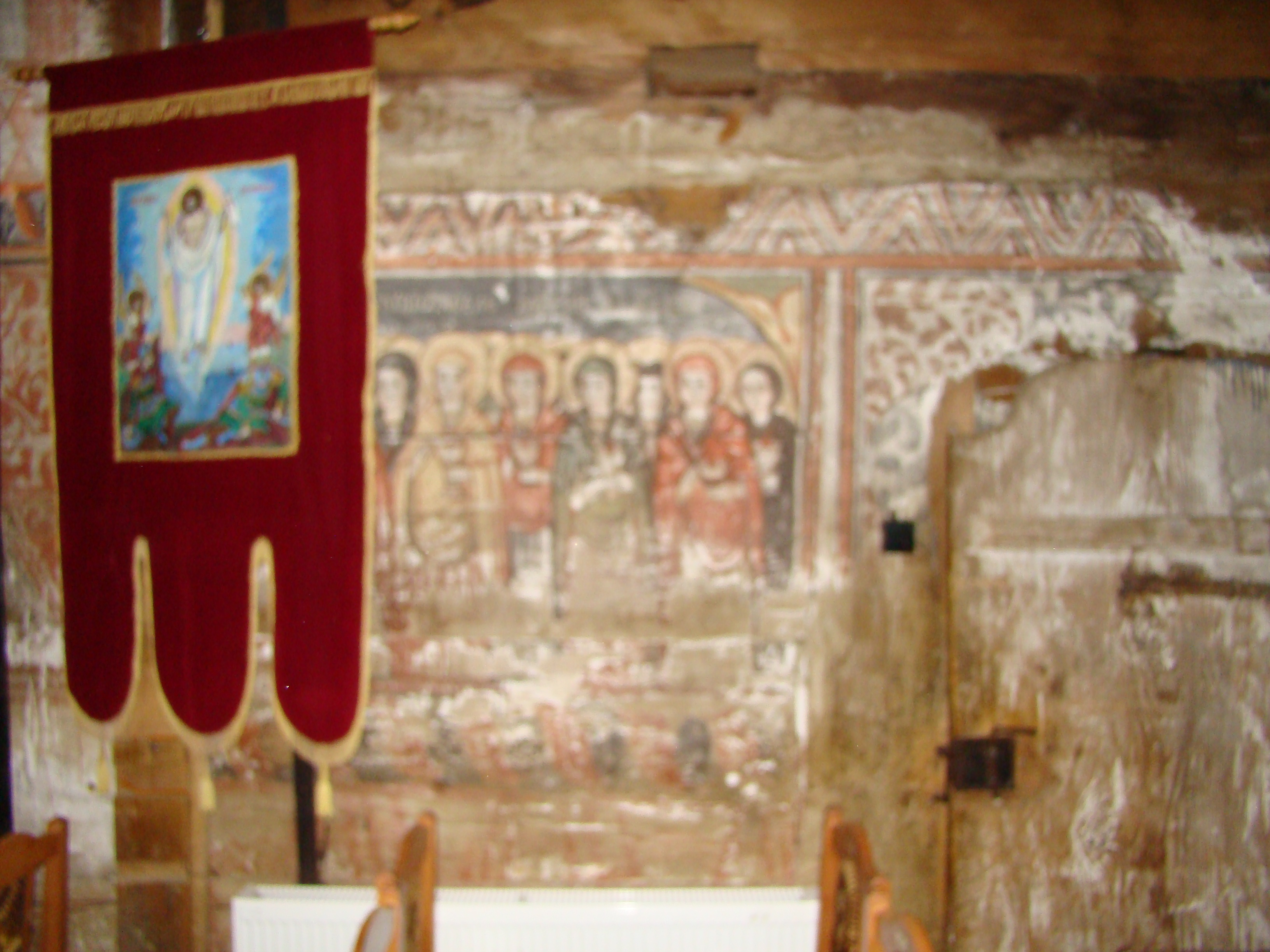
Pictură şi prapor
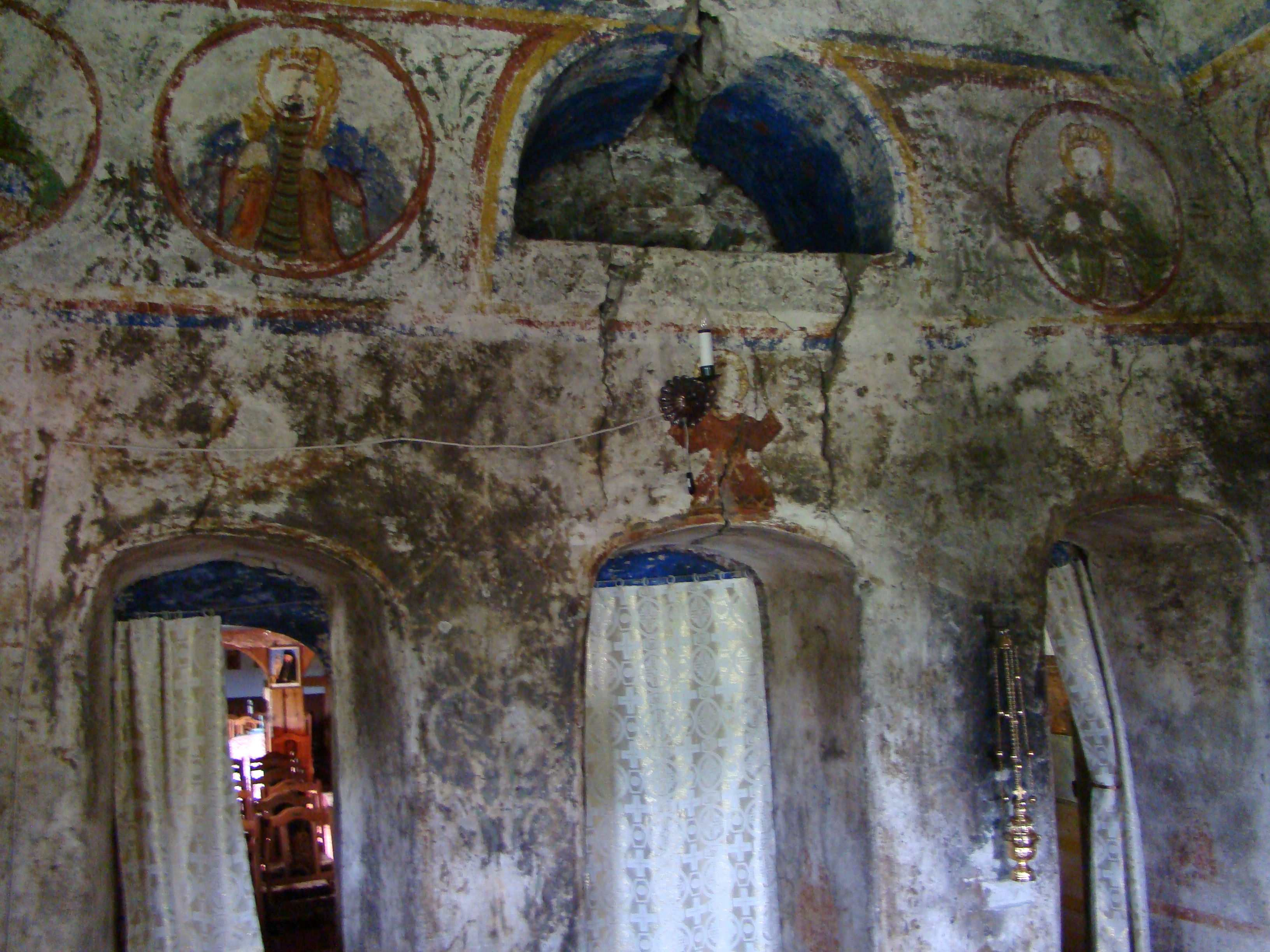
Pictura din altar
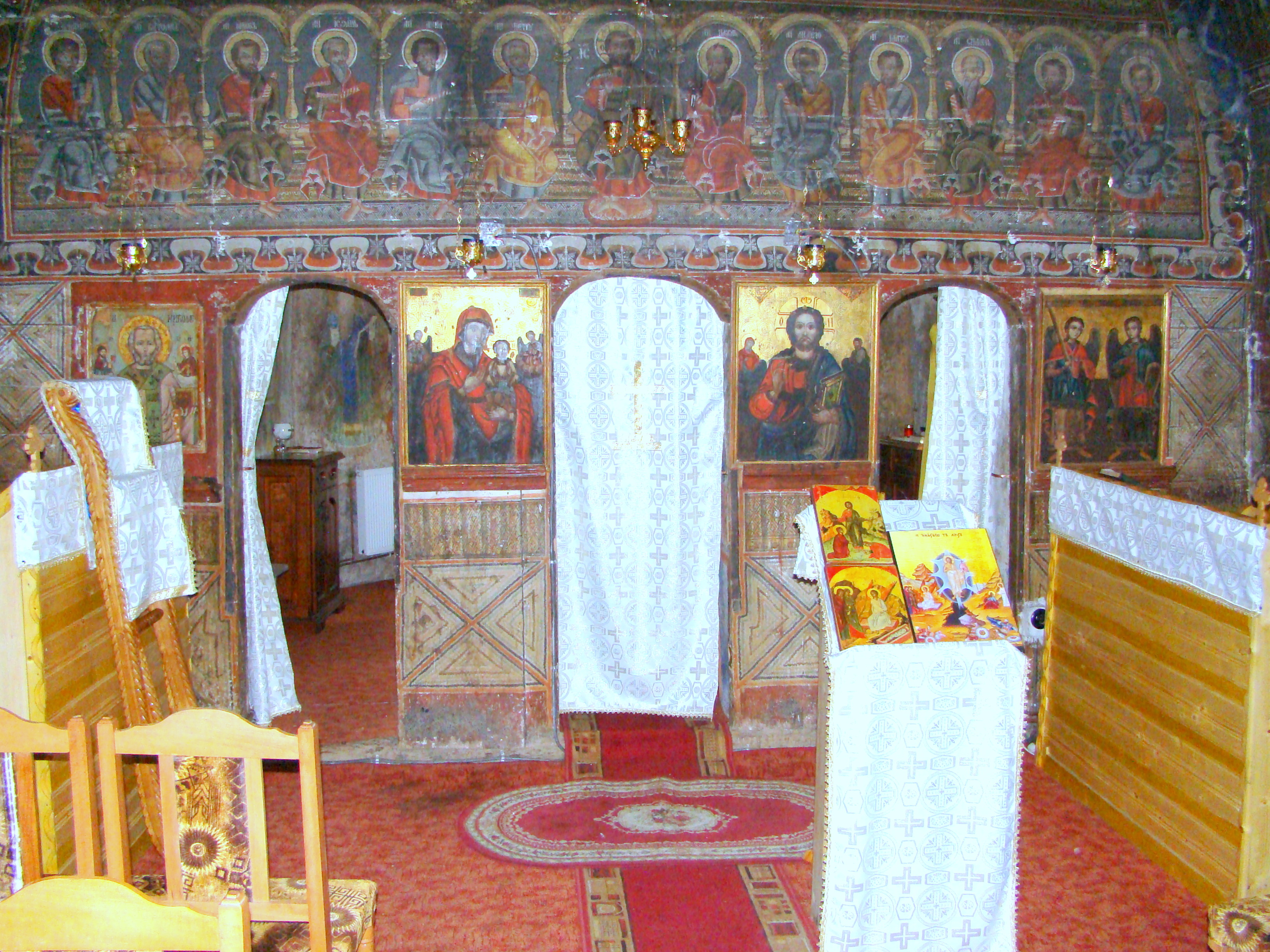
Partea inferioară a iconostasului. Uşile împărăteşti